# Composición étnica de Argentina
La actual composición étnica de Argentina es, en orden cronológico, el resultado de la interacción de la población indígena-nativa precolombina con una corriente de población de conquistadores y colonizadores ibéricos y con otra de origen africano-subsahariano, inmigrada forzosamente y esclavizada (que dio origen a la población afroargentina), todo en la época colonial y primera mitad del siglo XIX.
A esta población, que formó la totalidad de la población argentina hasta aproximadamente 1860, se le sumó el flujo proveniente de la gran ola de inmigración europeo/asiática, mayoritariamente italiana y española. Esta ola inmigratoria sucedió en la segunda mitad del siglo XIX y la primera mitad del siglo XX, aunque la inmigración más importante, cuantitativamente hablando, se produjo entre 1880 y 1930.

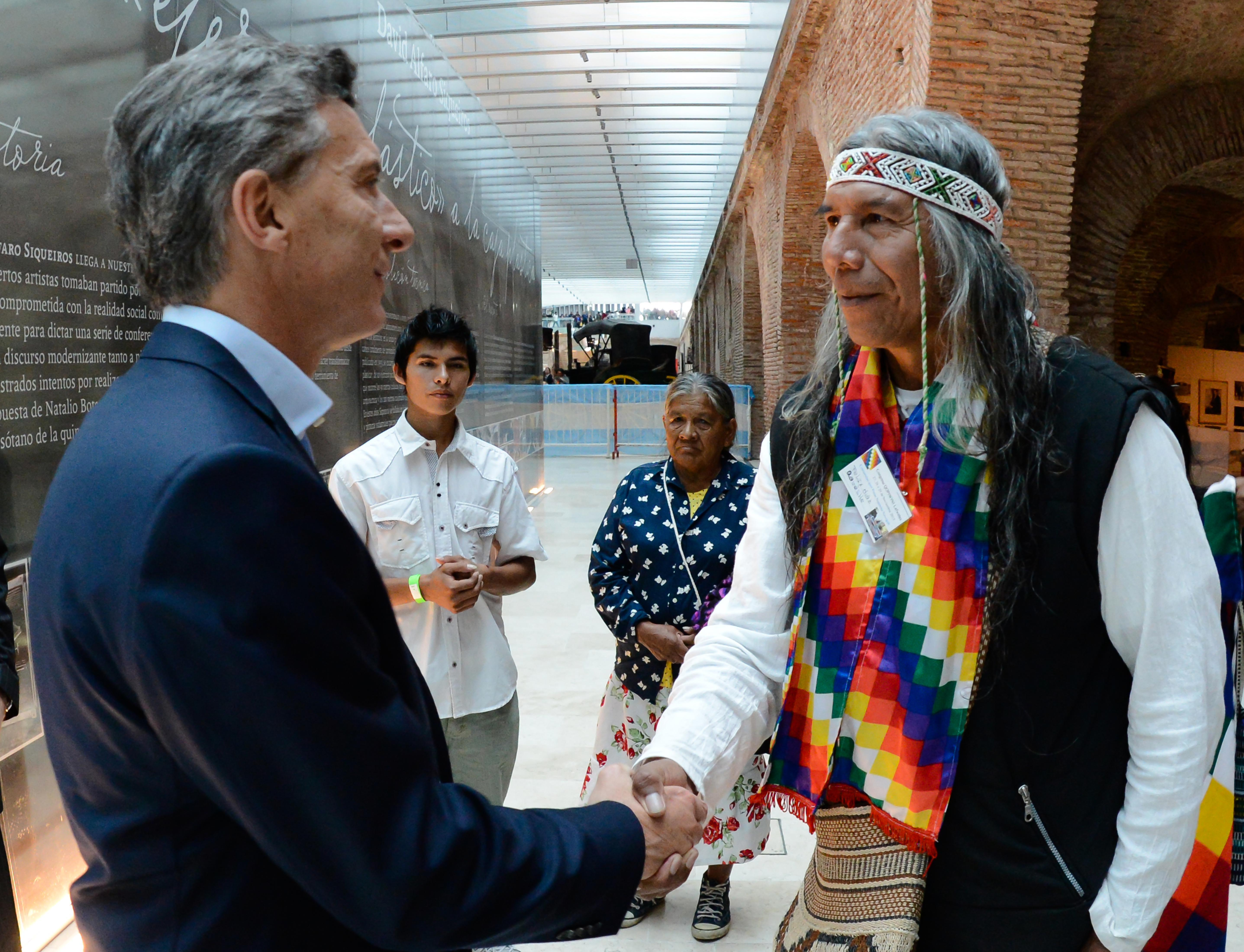
El cacique qom Félix Díaz se reúne con el entonces presidente Mauricio Macri, cuyo padre era italiano.

Desde mediados de siglo XX, la composición étnica estuvo influida por las grandes migraciones internas del campo a la ciudad, y del norte y el litoral hacia las grandes urbes del país. Finalmente, el territorio argentino siempre recibió una considerable corriente migratoria procedente de otros países hispanoamericanos, destacando principalmente las comunidades procedentes de Paraguay y Bolivia; y, en menor medida, las de Chile, Perú, Uruguay, Colombia, República Dominicana y Venezuela. 
Como resultado de la continuidad de los pueblos originarios y los flujos inmigratorios, la población argentina cuenta con considerables comunidades étnicas. Particularmente, se encuentran comunidades qom, wichi, aimara, coya, mapuche, napolitana, calabresa, lombardesa, murciana, extremeña, asturiana, vasca, leonesa, catalana, gallega, castellana, navarra, valenciana, balear, andaluza, canaria, riojana, cántabra, aragonesa, francesa, alemana, árabe, ucraniana, croata, polaca, judía, armenia, chilena, uruguaya, inglesa, peruana, japonesa, china y coreana, entre otras.

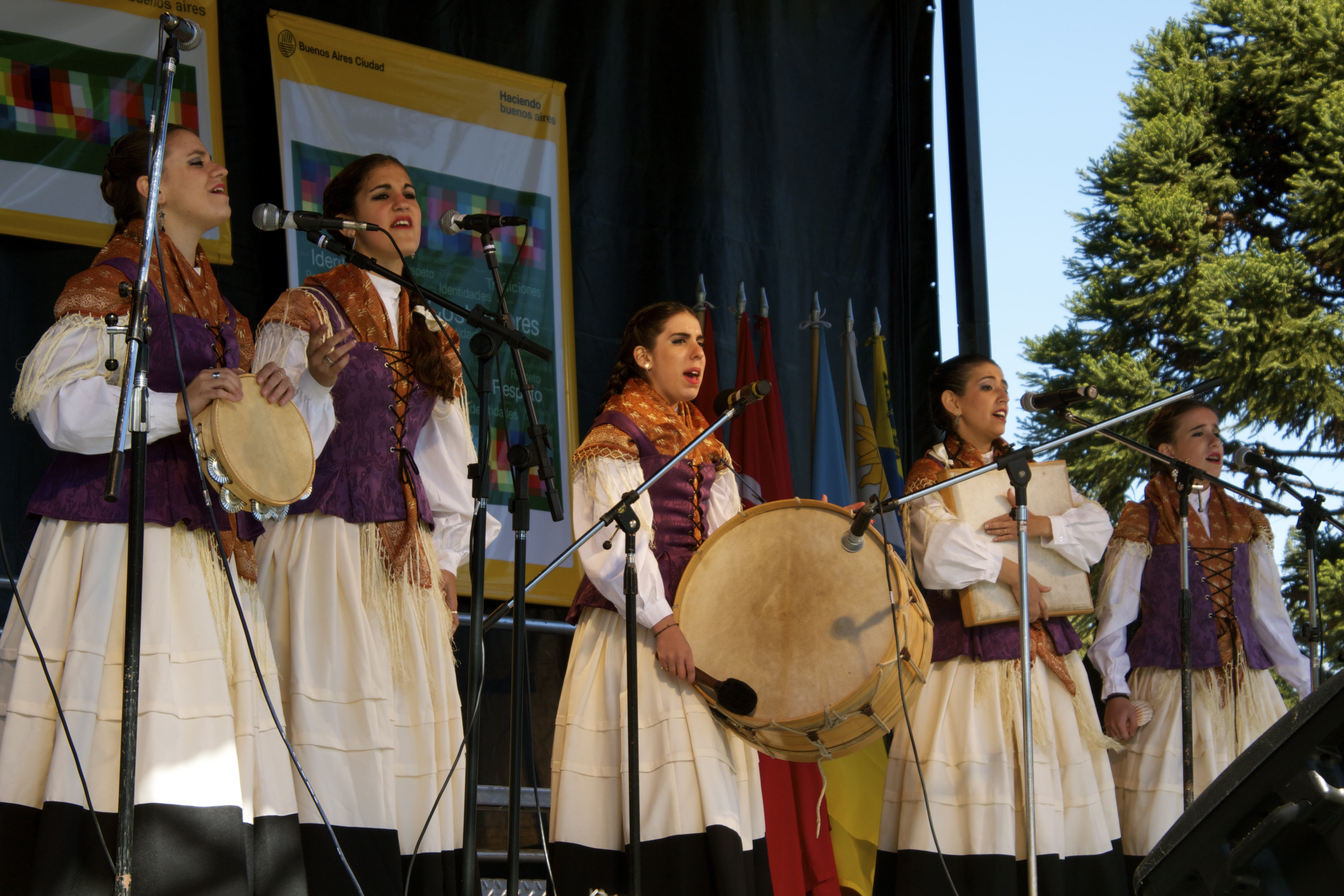
Colectividad gallega en Buenos Aires en el Día del Inmigrante de 2010

Al igual que Estados Unidos, Canadá, Australia, Nueva Zelanda, Brasil o Uruguay, Argentina se considera como un «país de inmigración» por el fuerte impacto que las corrientes migratorias han tenido en la composición étnica de la población.
El mestizaje ha desempeñado un papel en la composición étnica de la población argentina. Las corrientes inmigratorias durante la época colonial y luego en la época de la gran inmigración ultramarina (1850-1930) estuvieron integradas mayoritariamente por varones solos que en varios casos se mezclaron en Argentina con mujeres indígenas o de origen africano o sus descendientes.
Diversos estudios genéticos concuerdan en términos generales que la proporción del componente genético amerindio es considerable, así como el indicio cierto de aporte africano, habiendo un grueso poblacional cuya genética se corresponde con la mixtura latinoamericana en grados variables.
El proceso de mestización registra una inusitada intensidad en Argentina, no solo con amplios intercambios sexuales entre las tres grandes ramas étnico-culturales (euroasiáticos, indígenas y africanos), sino también entre las decenas de etnias particulares que integran a cada una de ellas (italianos, españoles, polacos, árabes, alemanes, irlandeses, franceses, rusos, turcos, ucranianos, británicos, suizos, galeses, croatas, neerlandeses, belgas, checos, libaneses, sirios, judíos, mapuches, diaguitas, collas, guaraníes, bantúes, yorubas, etc.). Territorialmente, la composición genética varía entre las distintas regiones, provincias y ciudades, influenciada en gran medida por las grandes migraciones internas del campo a la ciudad, del norte hacia la región pampeana y hacia la Patagonia desde el resto del país.
En el siglo XIX, Argentina estableció una política estatal de integración, orientada intencionalmente a diluir las identidades étnicas particulares. Este hecho ha sido denominado en la cultura nacional con el término «crisol de razas» (equivalente al melting pot «crisol de fundición» estadounidense) y ha sido sostenido de modo más o menos variable por los gobiernos sucesivos, las instituciones educativas y los medios de comunicación más influyentes. Diversos estudiosos han cuestionado la visión tradicional del crisol de razas, considerándola un mito y poniendo de relieve la existencia de una gran brecha étnica y social entre descendientes de europeos y no europeos, en la que aparecen mecanismos de racismo y discriminación étnica, invisibilización y asimilación forzada, presentes en la sociedad argentina.

## Panorama general

### La base indígena precolombina

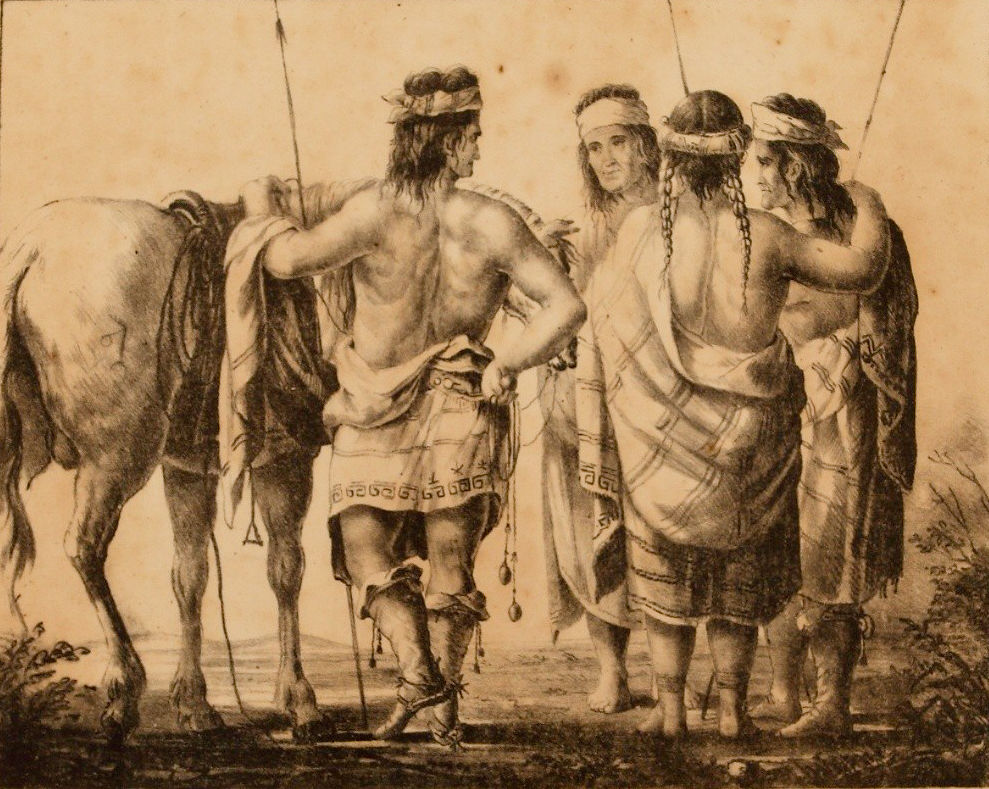
Un grupo de querandíes nómadas en la región pampeana.

Los indígenas, que constituyeron la base del mestizaje en la época colonial, estaban divididos en cuatro grandes grupos: los pertenecientes al grupo de la cultura andina, principalmente Diaguitas, calchaquies, Aymaras, kolla, quechuas, comechingones, lule, huarpes, tonocotés sanavirones, y atacamas; los habitantes de la Mesopotamia,y Litoral principalmente las culturas guaraní, chaná-timbúes, y Guenoas; los pertenecientes al grupo del Gran Chaco, destacándose los pueblos wichí, vilelas, y qom; y los pueblos de cazadores-recolectores del sur y centro, principalmente los pueblos comechingones, Taluhets, sanavirones, Huarpes, Querandíes. Mas al sur estaban los pueblos ranquel, aonikenk, mapuche, kawésqar, yámana y selknam. Estos últimos grupos no pudieron ser colonizados por los españoles.
En Argentina existen en la actualidad 30 pueblos indígenas de acuerdo a los resultados de la Encuesta Complementaria de Pueblos Indígenas (ECPI) del Instituto Nacional de Estadísticas y Censos (INDEC) en base al censo del año 2001. La ECPI identificó una cantidad de habitantes autorreconocidos pertenecientes o descendientes en primera generación a algún pueblo indígena equivalente al 1,66 % de la población total del país, es decir, 600 329 personas.
Las cifras se actualizaron con el censo de 2010, que dio como resultado una población indígena de 955 032 personas, un 2,38 % de la población total.

### El período colonial

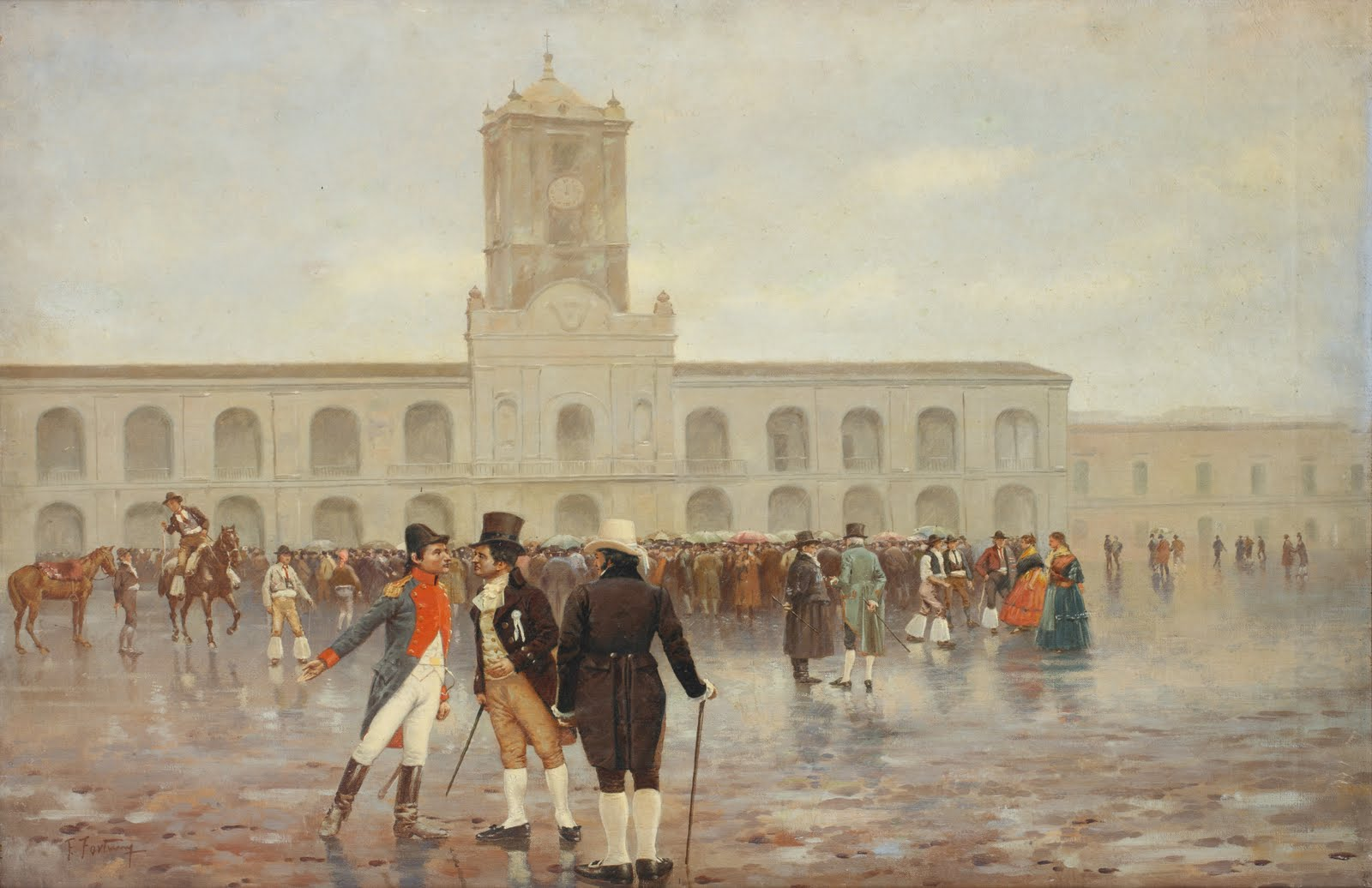
La Revolución de Mayo en 1810.

Dos importantes corrientes migratorias influyeron sobre la composición étnica durante el período colonial:
El primero fue durante la conquista y colonización por parte del Imperio español, compuesta por conquistadores y colonizadores mayormente procedentes de Extremadura, Andalucía, Castilla la Vieja, Castilla la Nueva, y en menor medida procedentes del Reino de León, de las regiones vascas, del Reino de Portugal, e incluso genoveses, italianos, flamencos, franceses, alemanes y otras minorías durante los siglos XVI a XVIII, mayoritariamente masculina y pequeña en términos cuantitativos pero que impuso un sistema de dominación. La colonización de Brasil influyó fuertemente en los mestizajes e intercambios culturales en toda la zona de influencia de la región del Río de la Plata y Asunción. En términos cuantitativos, los españoles siempre fueron pocos con relación a la población total. En 1700 eran 2500 en lo que luego sería el Virreinato del Río de la Plata; y en 1810, unos 6000.
Se ha atribuido a la bula del papa Paulo III Sublimis Deus de 1537, que declaró a los indígenas hombres con todos los efectos y capacidades de cristianos, el efecto de diferenciar en América la colonización española, portuguesa y francesa, con la anglosajona, donde el mestizaje fue excepcional: la conquista católica habría buscado incorporar a los indígenas a su civilización y su Iglesia, aun a costa de anular su identidad cultural.
Las relaciones sexuales más antiguas registradas entre conquistadores españoles y mujeres indígenas en la zona cercana a la actual Argentina corresponden al Gobernador del Río de la Plata y del Paraguay Domingo Martínez de Irala, nombrado en 1544, que no solo convivió con varias concubinas desde el inicio de la ocupación de Asunción, sino que además permitió que los españoles también vivieran cada uno de ellos con varias mujeres indígenas. Las autoridades religiosas españolas denunciaron la situación ante el rey, sosteniendo que a Asunción la llamaban el "paraíso de Mahoma".
Consecuentemente, los españoles engendraron una gran cantidad de hijos con las indígenas paraguayas y rioplatenses, a los que se clasificó como "mestizos". La categoría de "mestizo" correspondía a lo que se denominaba entonces "cruza" o "casta"; es decir, a individuos que eran el resultado de la "cruza" entre progenitores de alguna de las tres "razas" reconocidas: blanca, negra e india. Según los Estatutos de limpieza de sangre españoles, las "cruzas" o "castas" no tenían "sangre limpia", y por ello se veían socialmente postergados en la estratificación social de las colonias.
La segunda corriente migratoria tuvo su origen en la inmigración forzada de esclavos africanos entre los siglos XVII y XVIII, principalmente de la etnia bantú, procedentes de lo que actualmente es Angola, Guinea Ecuatorial y la región del Congo.
Durante la época colonial, los complejos mestizajes entre las diversas etnias indígenas, españolas, portuguesas, africanas y algunas otras produjeron un tipo especial de poblador, característico de Argentina y otros países vecinos: el gaucho y su equivalente femenino, la «china» o «guaynaa».

### La gran ola de inmigración ultramarina (1860-1955)

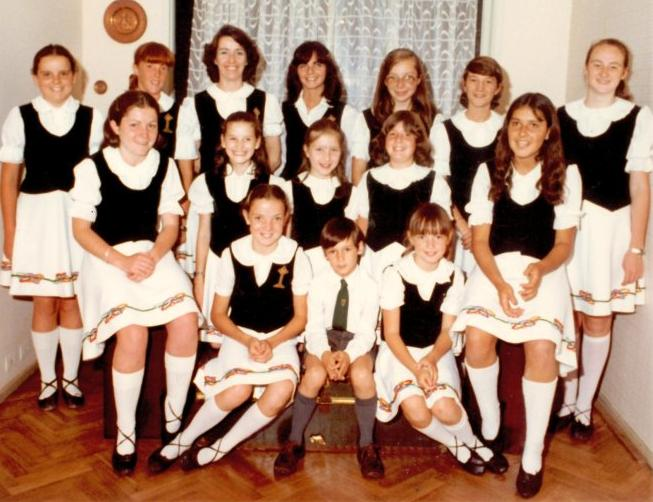
Alumnado de una escuela de danza irlandesa en Argentina (en 1982)

Entre aproximadamente 1860 y 1955 Argentina recibió una gran cantidad de inmigrantes transoceánicos, mayoritariamente europeos, aunque una considerable cantidad también provino del Asia Occidental. Estos nuevos habitantes tuvieron un impacto decisivo en la composición étnica posterior. Al igual que Estados Unidos, Australia, Canadá y Brasil, Argentina constituyó uno de los principales países receptores de la gran corriente emigratoria europea, árabe y judía, que tuvo lugar durante el período que transcurre desde 1850 hasta 1955, aproximadamente.
El impacto de esta emigración europea transoceánica, que en América fue muy grande, fue especialmente intenso en Argentina por dos motivos:
- la cantidad de inmigrantes recibidos;
- la escasa población existente en el territorio.

Se calcula que aproximadamente el 90 % de la población total tiene al menos un antepasado europeo que inmigró entre los siglos XIX y XX.
Básicamente, se pueden distinguir dos grandes corrientes:
- la inmigración que se asentó en colonias rurales, principalmente en la región pampeana, integrada por diversos orígenes como italianos, alemanes, franceses, suizos, galeses, irlandeses, belgas, neerlandeses, escandinavos, judíos, eslavos de todas las regiones (tanto eslavos occidentales como polacos y checoslovacos, eslavos orientales como rusos y ucranianos, y eslavos meridionales como yugoslavos y búlgaros), etc.;
- la inmigración que se asentó en las ciudades, principalmente en Buenos Aires, mayoritariamente varones italianos y españoles.

En el primer censo de 1869 la población argentina no alcanzaba a 2 millones de habitantes, mientras que los inmigrantes que ingresaron al país hasta 1940 superaron los 6 millones.
Para 1920, más de la mitad de quienes poblaban la ciudad más grande, Buenos Aires, habían nacido en el exterior.

### Las nuevas corrientes migratorias desde 1930

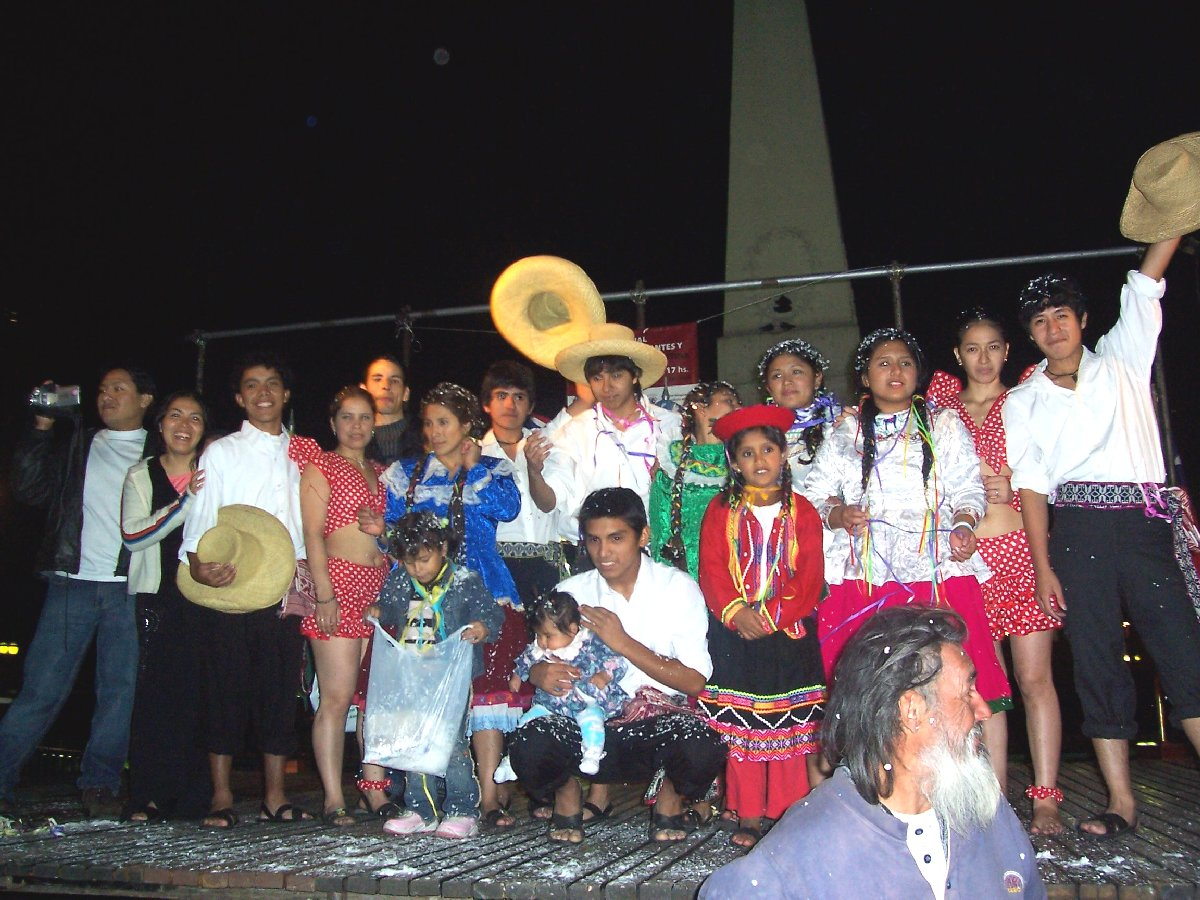
El Primer Tribunal de Mujeres Migrantes realizado en la Plaza de Mayo, Buenos Aires en 2006.

Desde los años treinta comenzó a detenerse la migración europea y se produjeron nuevas migraciones que impactaron sobre el mapa étnico:
- la gran migración interna (1930-1980), del campo a la ciudad y del norte al litoral, influyó fuertemente en nuevos procesos de mestizaje.
- las tradicionales corrientes inmigratorias de países fronterizos, principalmente Paraguay y Bolivia, se volvieron mayoritarias.
- las nuevas corrientes migratorias a partir de los años ochenta provenientes de Perú, Europa oriental, y Asia oriental.

Tras la Segunda Guerra Mundial, la inmigración proveniente de Europa se redujo considerablemente, pero los niveles históricos de la inmigración proveniente de países limítrofes se mantiene hasta la actualidad.

### Distribución territorial

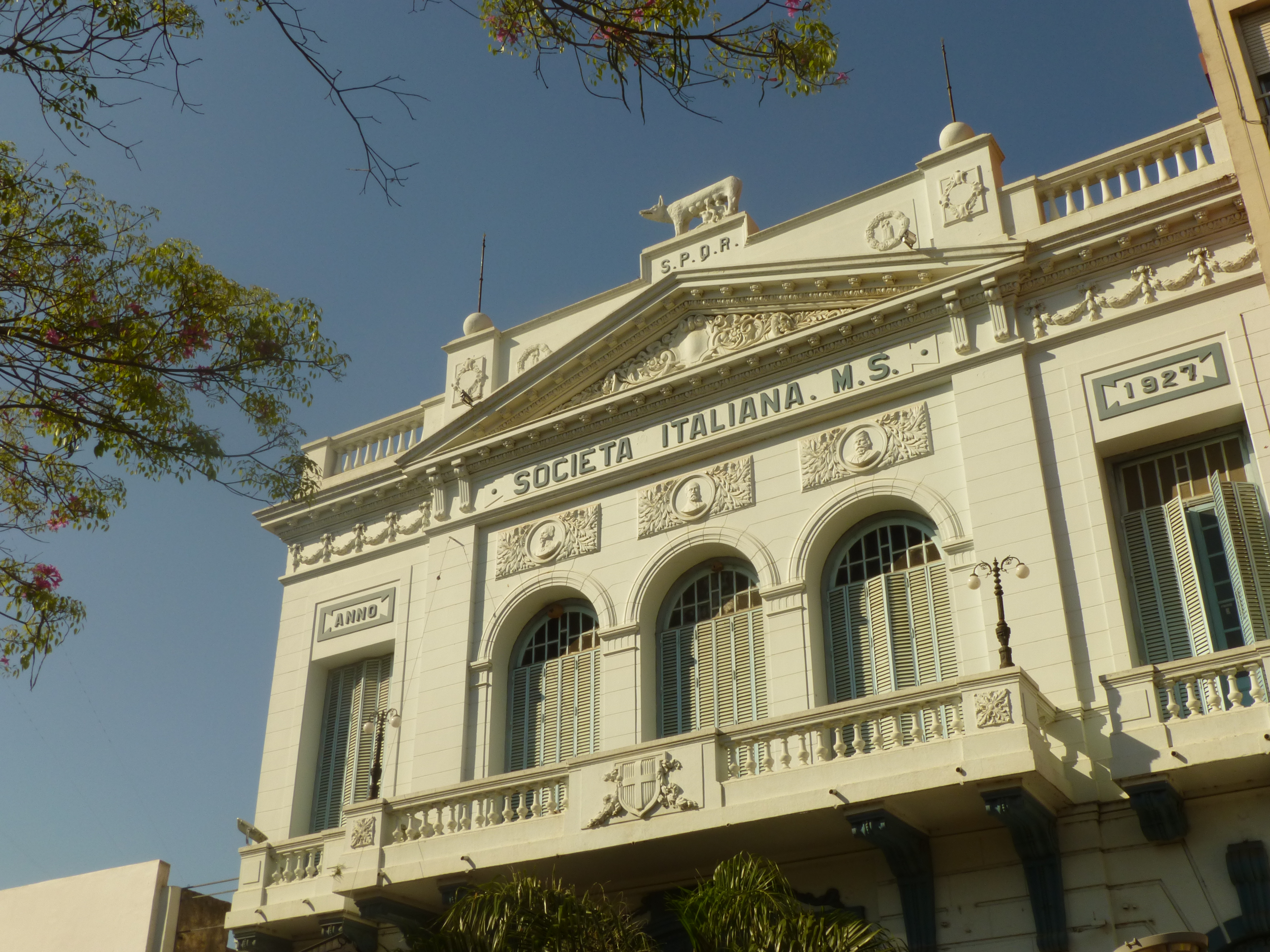
Sociedad italiana en Posadas, Misiones

La composición de la población por orígenes nacionales y étnicos varía por región.
En la región central del país, donde se concentra la mayoría de la población nacional, la ascendencia se compone principalmente de inmigrantes italianos y españoles llegados durante la gran migración. En menor medida, existen colonias y comunidades considerables de paraguayos, franceses, alemanes, polacos, bolivianos, uruguayos, judíos y árabes. La región se caracteriza por un predominio de ascendencia europea, que desde mediados de siglo XX, se ha ido reduciendo lentamente con el aumento de los componentes indígena y africano y sus mestizajes, debido a la mayor presencia de migrantes internos provenientes del norte y de países sudamericanos. Estos sectores son predominantes en los partidos del oeste y sur del conurbano industrial de Buenos Aires, que constituyen la mayor concentración urbana del país.
En la región noroeste del país la población con antepasados indígenas andinos, o españoles y africanos llegados en tiempos de la colonia, es proporcionalmente mayor a la media nacional, en parte porque era la región más poblada antes y durante la conquista española y en parte porque recibió poca influencia de la gran migración europea.
En la región noreste hay también una mayor proporción de descendientes de indígenas guaraníes o chaco-santiagueños y africanos. También se han asentado allí importantes colonias polacas, ucranianas, alemanas y rusas, sobre todo en Misiones y Chaco.
La población actual de la Patagonia se formó a partir de las etnias que habitaban este territorio, principalmente de las naciones mapuche, ranquel y tehuelche, combinado de las corrientes migratorias internas provenientes de la región pampeana como también ha sido destacada la influencia de la inmigración galesa, suiza, alemana y chilena.
En relación con los grupos aborígenes, en el norte habitan las principales comunidades de collas, tobas, wichis, guaraníes, chiringuanos y diaguita calchaquíes y en la región patagónica habitan las principales comunidades de mapuches. De todos modos, las migraciones internas han conformado considerables comunidades indígenas en el área de Buenos Aires.
La población asiática compuesta por coreanos, chinos, vietnamitas y japoneses se concentra en el Gran Buenos Aires y, con excepción de la comunidad japonesa, es producto de la inmigración ocurrida en las últimas décadas del siglo XX.

## La base indígena

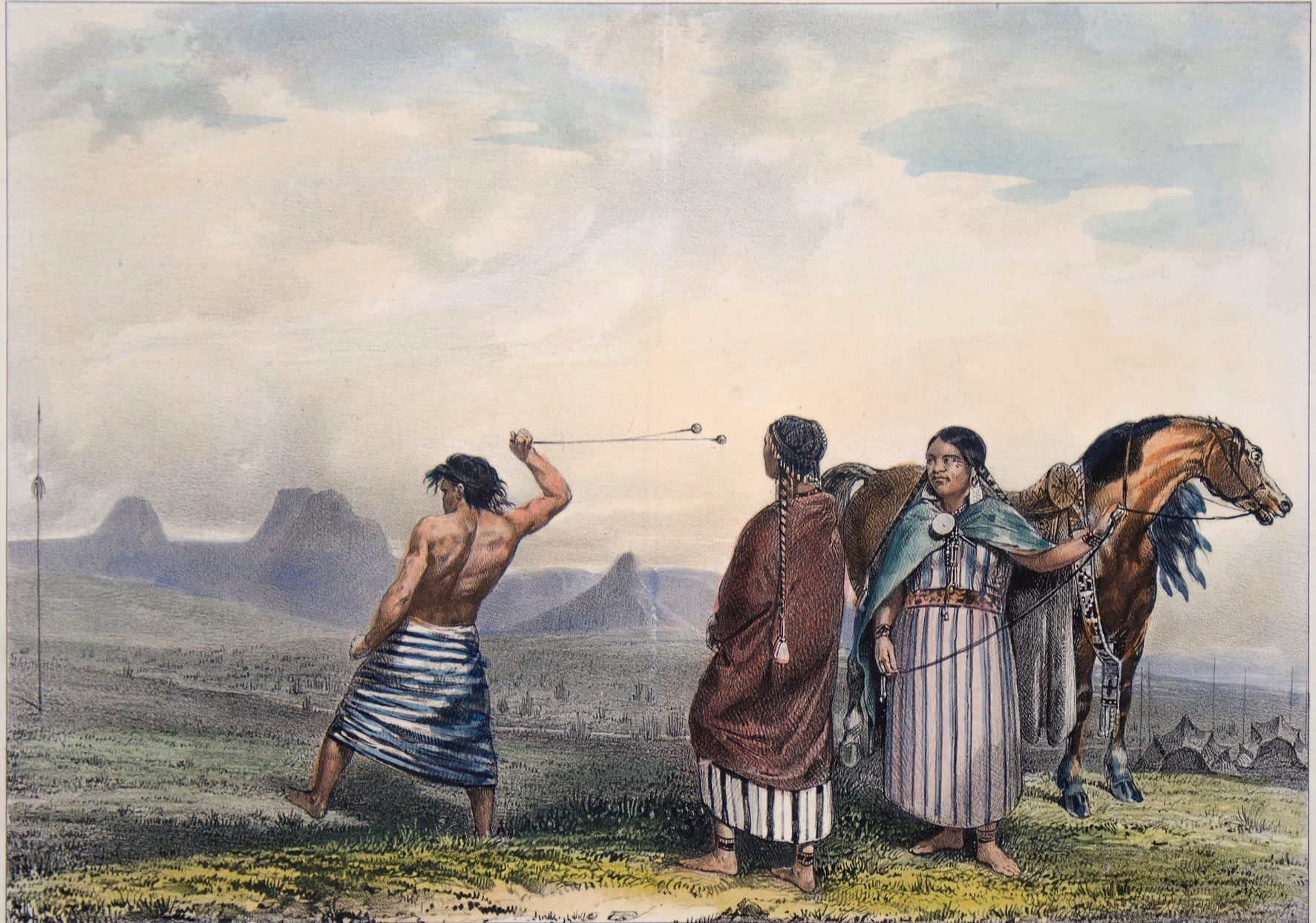
Araucanos en sus Toldos en sierra de la Ventana cerca de Bahía Blanca. Autor: Orbigny, Alcide Dessalines 1836

Pareja de indígenas a caballo, Julio Daufresne y Alberico Isola, 1844

Al producirse la llegada de los españoles a América en 1492, la población asentada en el actual territorio argentino podía agruparse en cuatro grandes sectores:
- La región centro-norte-oeste tenía una alta densidad de población, con decenas de culturas agroalfareras organizadas con formas embrionarias de Estado y pertenecientes a su vez al gran grupo de la civilización andina. Entre los pueblos originarios de este grupo que incidieron en la conformación de la población argentina pueden mencionarse los diaguitas, calchaquies, tonocotés, aymaras, kolla, quechuas, comechingones, huarpes, sanavirones, lule, y atacamas.
- La región de la Mesopotamia-Litoral, donde se destacan los guaraníes, chaná-timbúes, y Guenoas.
- La región del Gran Chaco, donde se destacan los wichís y los qom. Estos pueblos nunca fueron sometidos por los españoles y su mestizaje con europeos sería mucho menor. Aunque en Santiago Del Estero y partes de la provincia de Santa Fe que corresponden al Gran Chaco, hubo un mestizaje considerable con las tribus tonocotés, lule, vilelas, abipones, sanavirones, y mocovies. aunque algunas de estas tribus nunca fueron sometidos por completo a los españoles.
- La llanura pampeana y la Patagonia, donde se destacan las naciones Tehuelche, ranquel, y mapuche, así como los selknam, los yaganes y mannekenk —y alguna presencia de alacalufes— en Tierra del Fuego. Estos grupos tampoco fueron sometidos por los españoles, sin embargo existió un mestizaje considerable con los Querandíes, aunque tal vez sería menor que en el centro, que tendrá incidencia en la aparición del gaucho de dicha región.

Una vez que Argentina se organizó como estado-nación independiente, los territorios bajo dominio de pueblos indígenas que se mantenían autónomos en la Pampa, la Patagonia y el Gran Chaco, se incorporaron al territorio nacional mediante guerras de conquista.
Se ha estimado que la población existente en el actual territorio argentino a la llegada de los españoles oscilaba entre 300 000 a 500 000 indígenas (J. Steward, 1949: 661; G. Madrazo, 1991), de los cuales entre un 45 y un 90 % pertenecían a las sociedades de agricultores del nordeste.
Para los más alcistas, la población argentina precolombina oscilaba entre 1 y 1,5 millones de personas.
Para 1600, menos de un siglo después de la llegada de los españoles, la población indígena se había reducido catastróficamente, en una proporción estimada por Rosenblat en un 43 %, colapso demográfico que fue común a todo el continente y que tendría profundas consecuencias.
En 1810, la población total de la actual Argentina oscilaba entre 500 000 y 700 000 habitantes, casi totalmente integrada por indígenas, afroamericanos y mestizos de ambos orígenes entre sí y con españoles.

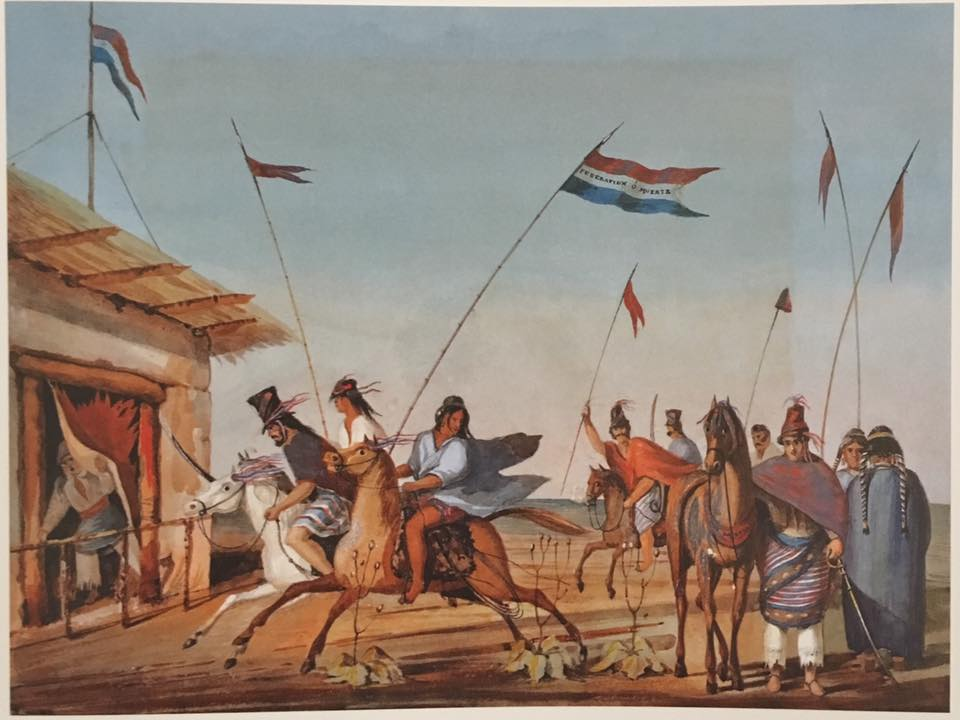
La Montonera Federal de Charles Henri Pellegrini, a la derecha dos mujeres tehuelches completamente araucanizadas allá por 1840

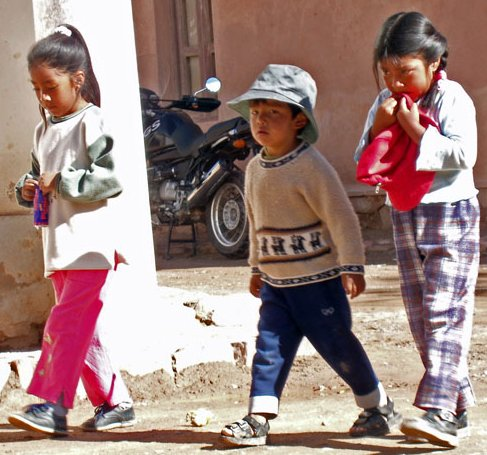
Niñas y niño de Purmamarca (provincia de Jujuy), región en la que se asentaron las culturas andinas provenientes del norte.

Durante los siguientes dos siglos, los indígenas y mestizos amerindios ―principalmente las mujeres, que serán conocidas como «chinas»― participarían del gran proceso de mestizaje con los inmigrantes mayoritariamente varones y europeos, principalmente italianos y españoles, que integraron la gran ola de inmigración entre 1880 y 1950, por lo que se «diluyeron» tanto cultural como étnicamente de manera casi total en el proceso.
A comienzos del siglo XXI existían poco más de 600 000 indígenas, equivalentes al 1,5 % de la población total, que se reconocen como pertenecientes a uno de los 35 pueblos originarios detectados por la Encuesta de pueblos indígenas 2004-2005, siendo los más numerosos los pueblos mapuche, qom, kolla, wichí y avá-guaraní.
Un estudio genético realizado en 2010 el Servicio de Huellas Digitales Genéticas de la Facultad de Farmacia y Bioquímica de la Universidad de Buenos Aires, bajo la dirección del genetista Daniel Corach, estableció que la contribución indígena en la estructura genética promedio de los argentinos se ha establecido en un 17,28 % (Avena et al., 2006; Seldin et al., 2006) del país. En tanto que el aporte genético vía materna proveniente de etnias indígenas es del 53,7 %, un 44,3 % europeas y 2,0 % africanas.
Debido a la gran migración interna del campo a la ciudad y del norte al litoral y la que proviene desde países fronterizos y Perú se ha determinado también que los componentes indígena y africano tienen una tendencia creciente tanto en la estructura genética, como fenotípica y cultural (Avena et al., 2006). El proceso se complementa con una tendencia notable a recuperar la memoria indígena (al igual que la africana), de la que da cuenta, por ejemplo, la realización en 2004-2005 de la Primera encuesta sobre pueblos indígenas, luego de que en 1895 los censos nacionales dejaran de considerar la presencia de los indígenas en Argentina.

## Los habitantes de origen africano

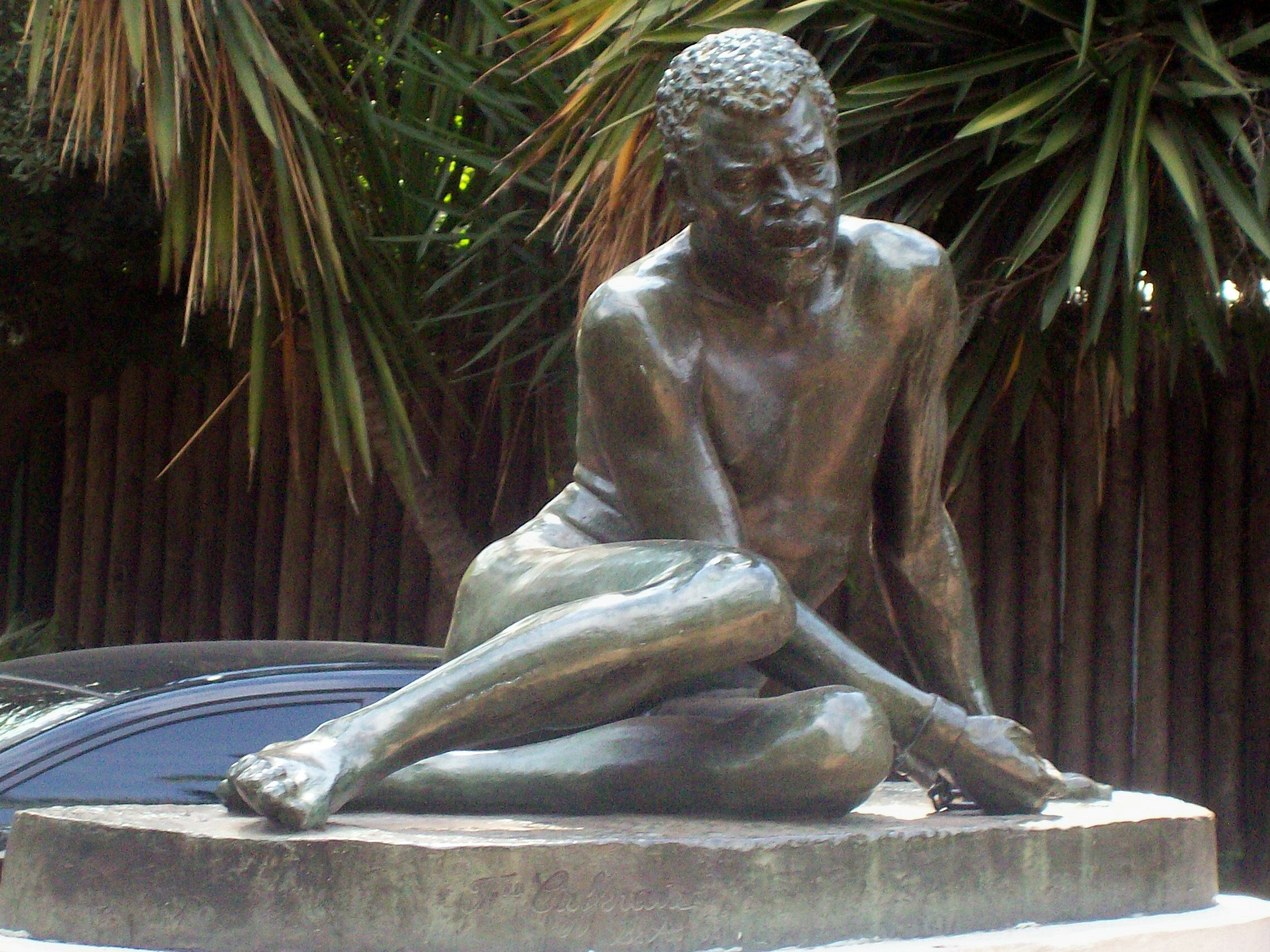
La esclavitud (también conocida como El esclavo), estatua de Francisco Cafferata (1861-1890), en la plaza Sicilia, situada en parque Tres de Febrero, en el barrio de Palermo de la ciudad de Buenos Aires.

En la época colonial, un tercio de la población era de origen africano subsahariano, de piel generalmente más oscura que la mayoría de los europeos o indígenas. En su mayoría eran esclavos al servicio de amos españoles o criollos. En este caso se trató de una inmigración forzada, ya que la población africana se radicó en América como resultado del comercio negrero organizado por Europa, mediante el cual se secuestraban personas en África para ser transportadas y vendidas como esclavas en América. 
Una vez iniciado el proceso de independencia de España, en 1813 se proclamó la libertad de vientres; es decir, la prohibición de esclavitud de cualquier persona que naciera en territorio nacional. Por la Constitución de 1853, las trece provincias que la sancionaron decretaron la libertad de los esclavos existentes en sus territorios; en 1860 la provincia de Buenos Aires hizo lo mismo.
Pese a ello, durante las guerras de independencia y las sucesivas guerras civiles, existió una clara tendencia a utilizar a las personas que parecían tener antepasados africanos como «carne de cañón». Adicionalmente, se ha sostenido que las epidemias afectaron más gravemente a los descendientes de africanos y sus familias.
El relato histórico clásico sostiene que los descendientes de africanos en Argentina prácticamente desaparecieron en la segunda mitad del siglo XIX. Más específicamente, se ha atribuido su desaparición a dos hechos sucedidos durante el gobierno de Domingo F. Sarmiento: la guerra del Paraguay (1865-1870) y la epidemia de fiebre amarilla que azotó Buenos Aires en 1871.
Nuevos estudios históricos han indicado que la aparente «desaparición» de la población negra en Argentina pudo haber sido parte de un proceso de invisibilización realizado mediante mecanismos historiográficos, estadísticos y culturales. Estudios más recientes han cifrado la población parcialmente de origen negro en Argentina en 2 millones de personas, lo que es un 5 % de la población total, y hasta un 10 % la que tiene al menos un antepasado afroargentino. Actualmente existen altas concentraciones de afroargentinos en la región del Cuyo y principalmente en la provincia de Mendoza. 
El escritor y periodista Jean Arsene Yao ―nacido en Costa de Marfil, doctor en Historia por la Universidad de Alcalá de Henares (España) y especializado en la temática afroamericana― ha escrito un libro titulado Los afroargentinos.
A partir del concepto de «etnia», los habitantes argentinos de origen africano constituyen un grupo relativamente heterogéneo, que incluye desde personas que tienen uno o más antepasados nacidos en el África negra, donde fueron secuestradas entre el siglo XVI y XIX, para ser vendidas como esclavos en las colonias españolas de América, muchas veces mestizadas con habitantes pertenecientes a otras etnias, hasta recientes inmigrantes de países como Costa de Marfil o Zimbabue.
Algunos habitantes pertenecientes a este grupo, como el músico Fidel Nadal (1965-), que reconoce cinco generaciones de antepasados hasta el siglo XIX, todos esclavos angoleños, no se sienten argentinos, precisamente debido a la violencia que implicó el secuestro de sus antepasados durante el Imperio español:

Pasa que yo nací en la Argentina, pero soy negro y mi nacionalidad es África. Mis antepasados vinieron de África de una manera ilegal, secuestrados, robados, en la esclavitud. Si yo dijese que soy argentino estaría aceptando ese hecho ilegal. Y no lo acepto. Nos secuestraron, nos maltrataron, y sin embargo nosotros construimos sus ciudades y les dimos amor a cambio de maltrato. Yo no provengo de la familia del embajador del Congo en la Argentina. No. Mi familia pasó cinco generaciones en la esclavitud. Además, cuando cualquier persona del mundo me ve, no me cree cuando digo que soy argentino.

## Criollos y españoles en la colonia

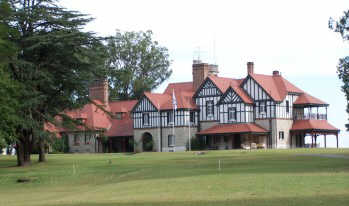
La estancia Anchorena, en Uruguay. Nicolás Anchorena, el hombre más rico de su tiempo («más rico que Anchorena» promete el diablo en El Fausto criollo), fue el prototipo del estanciero criollo. Propietario de unas 250 000 ha de tierra, nunca conoció ninguna de sus estancias. Las estancias fueron la base de poder de los criollos rioplatenses, que fueron los principales impulsores de la Independencia de España y luego se organizaron como élite aristocrática, los estancieros, para modernizar el país, por un lado, y frenar su democratización, por el otro.

Aunque influyeron decisivamente en la organización política, social y cultural de Argentina, los españoles que migraron durante la colonia al actual territorio argentino fueron muy pocos en relación con la población existente; la mayoría de ellos conquistadores o colonizadores. El gobierno argentino informa de que en 1810 habitaban en el territorio de las Provincias Unidas del Río de la Plata unos 6000 españoles peninsulares (nacidos en España), sobre una población total de unos 700 000 hab. Es decir, que representaban aproximadamente el 1 % de la población.
Esa reducida cantidad indica que la presencia de habitantes con antecesores exclusivamente europeos era también muy reducida y que una gran parte de los criollos eran mestizos con madres indígenas o africanas, aunque frecuentemente se ocultaba el hecho. Una novela de José Ignacio García Hamilton especula sobre la condición de mestizo de José de San Martín y Hugo Chumbita sostiene esa tesis en una posición solitaria. Los criollos eran varias veces más numerosos que los españoles peninsulares y su cantidad se puede estimar en veinte veces más.
Si bien legalmente los criollos eran considerados españoles con los mismos derechos que los peninsulares, en la práctica estos dominaron sobre aquellos y ocupaban las posiciones más altas. Los españoles peninsulares desarrollaron una serie de argumentaciones de tipo étnico para justificar la dominación, como la afirmación de que el clima de América degeneraba el cerebro de los allí nacidos.
La discriminación étnica se fortalecía con el hecho de que las pocas mujeres consideradas «blancas» que existían en la colonia preferían a los peninsulares sobre los criollos, muchos de los cuales tenían la piel considerablemente más oscura y rasgos que no coincidían con el estereotipo del «blanco español», aunque formalmente lo fueran. La tesis de la supremacía legal de los peninsulares sobre los criollos fue expuesta con contundencia por el obispo de Buenos Aires, Benito Lué, en vísperas de la revolución independentista, al sostener que mientras un solo español peninsular habitara en América era este quien debía gobernar.
Los criollos, herederos directos de los españoles peninsulares en América, se constituyeron en el principal grupo en promover y conducir el proceso de independencia de España. Tras desplazar a los españoles, se organizaron como una élite aristocrática y liberal, estableciendo su poder en la estancia, el latifundio colonial ganadero característico del Río de la Plata. Los estancieros, por un lado, organizarían y modernizarían el país promoviendo la inmigración europea masiva e instalando un exitoso modelo agroexportador; y, por el otro, frenarían la industrialización y el proceso de democratización política y social.

Una vez iniciado el siglo XX, la clase alta criolla adoptó una posición de desprecio y discriminación hacia los inmigrantes, especialmente hacia los españoles, italianos y judíos, que posteriormente se extendería a los migrantes internos provenientes del campo y del norte, a quienes se denominaría «cabecitas negras», y a los inmigrantes provenientes de países sudamericanos.
Aún en la actualidad, los estancieros criollos, descendientes orgullosos de las antiguas familias españolas coloniales, tienen una importante presencia en la clase alta.

## Los gauchos y las chinas

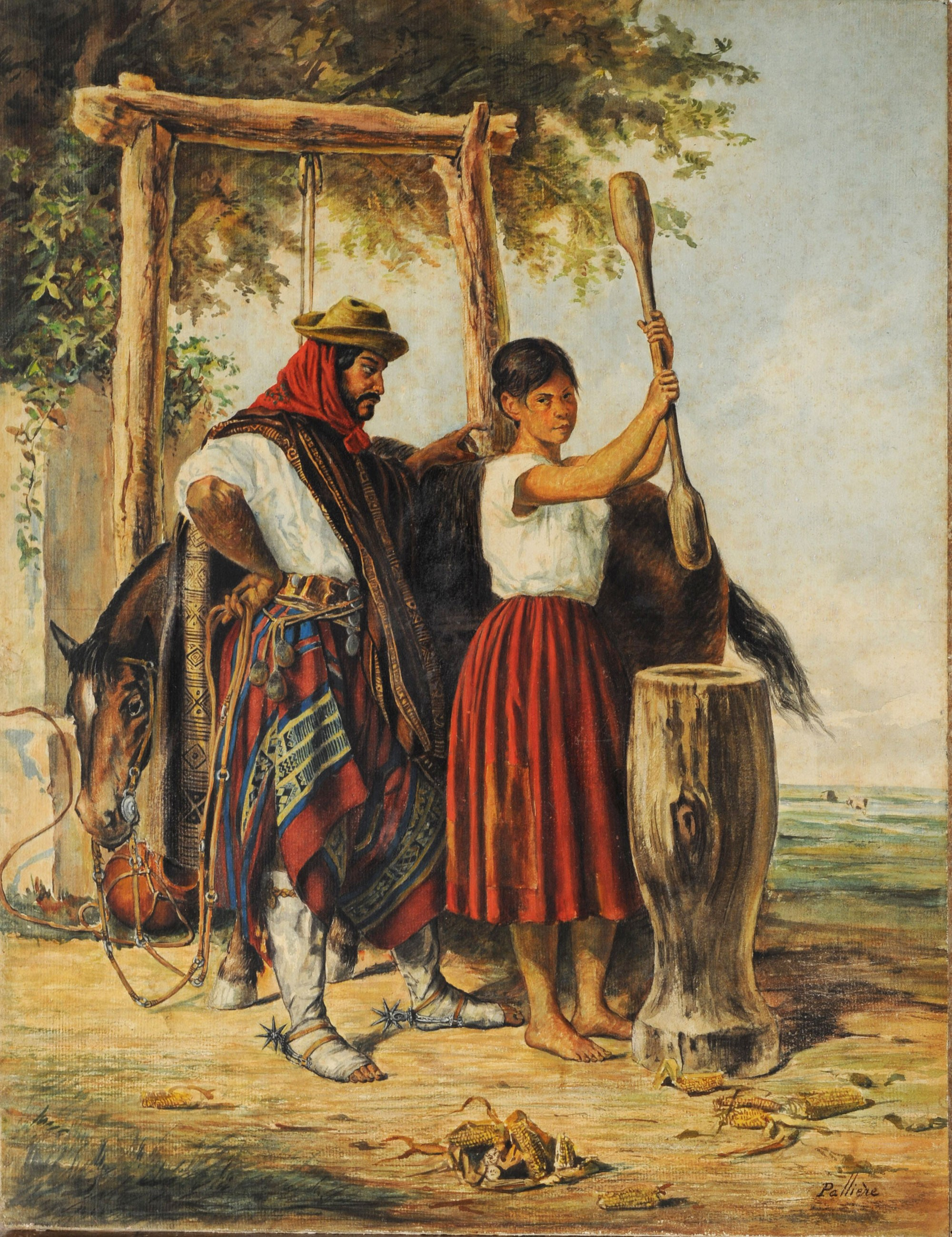
Los gauchos se conformaron como un sector social con identidad y cultura propias, en un amplio territorio del Cono Sur de América. "La pisadora de maíz" de Juan León Pallière, en el Museo Nacional de Bellas Artes.

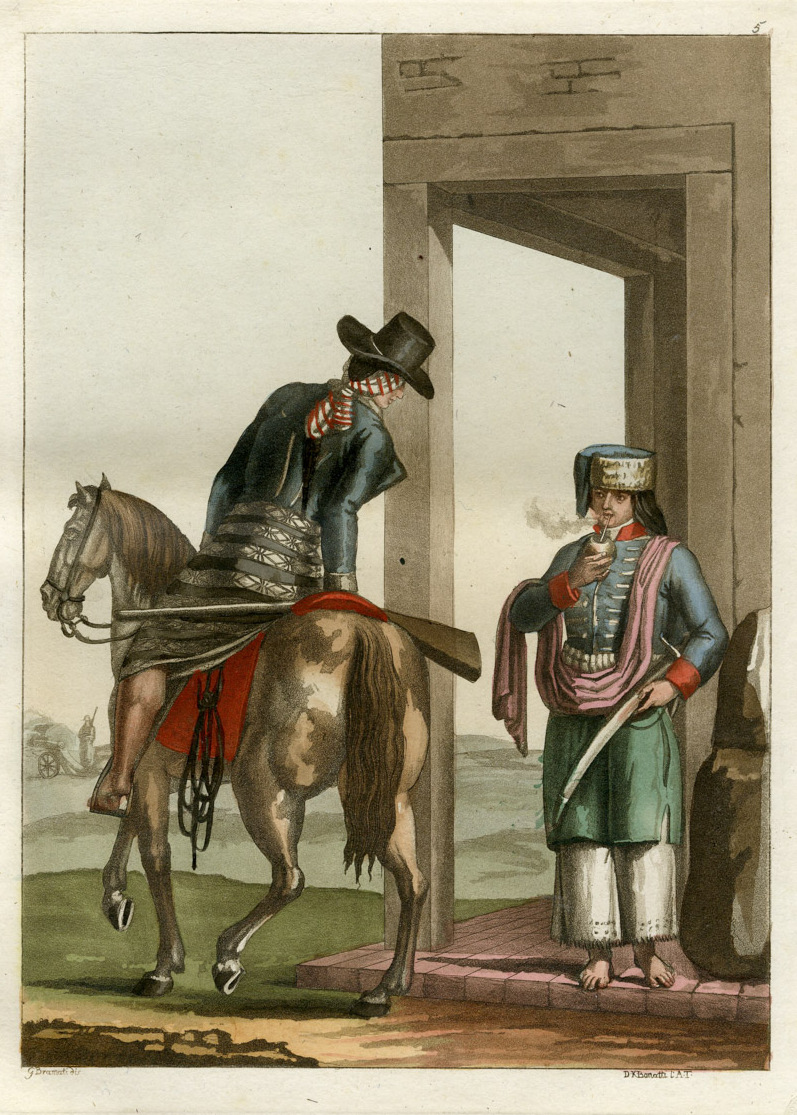
Soldados de la playa oriental del plata, Ferrario Bonatti 1821.

Durante la colonia y las primeras décadas posteriores a la independencia (1810-1850), la población argentina estaba mayoritariamente integrada por descendientes de los pueblos originarios y de los pueblos africanos llevados forzosamente como esclavos; y en mucha menor medida por descendientes de españoles y otros pueblos europeos. El mestizaje entre los distintos grupos produjo un tipo de poblador rural particular, denominado «gaucho» en el caso del hombre y «china» en el caso de la mujer.
Los gauchos eran campesinos considerablemente libres, que montaban a caballo y que solían alimentarse de los vacunos salvajes que poblaban las llanuras rioplatenses. Por esa razón podían prescindir de la necesidad de establecer relaciones serviles con los hacendados. 
Esta libertad relativa para la época impulsó el desarrollo de una específica conciencia política gauchesca que encontraría su momento culminante con José Artigas (1764-1850). Se sostendría en el federalismo y generaría una cultura propiamente gauchesca con exponentes como el legendario payador Santos Vega, Bartolomé Hidalgo, José Hernández y Ricardo Gutiérrez que abarcaría la mayor parte de lo que luego sería Argentina, Uruguay y el sur de Brasil.

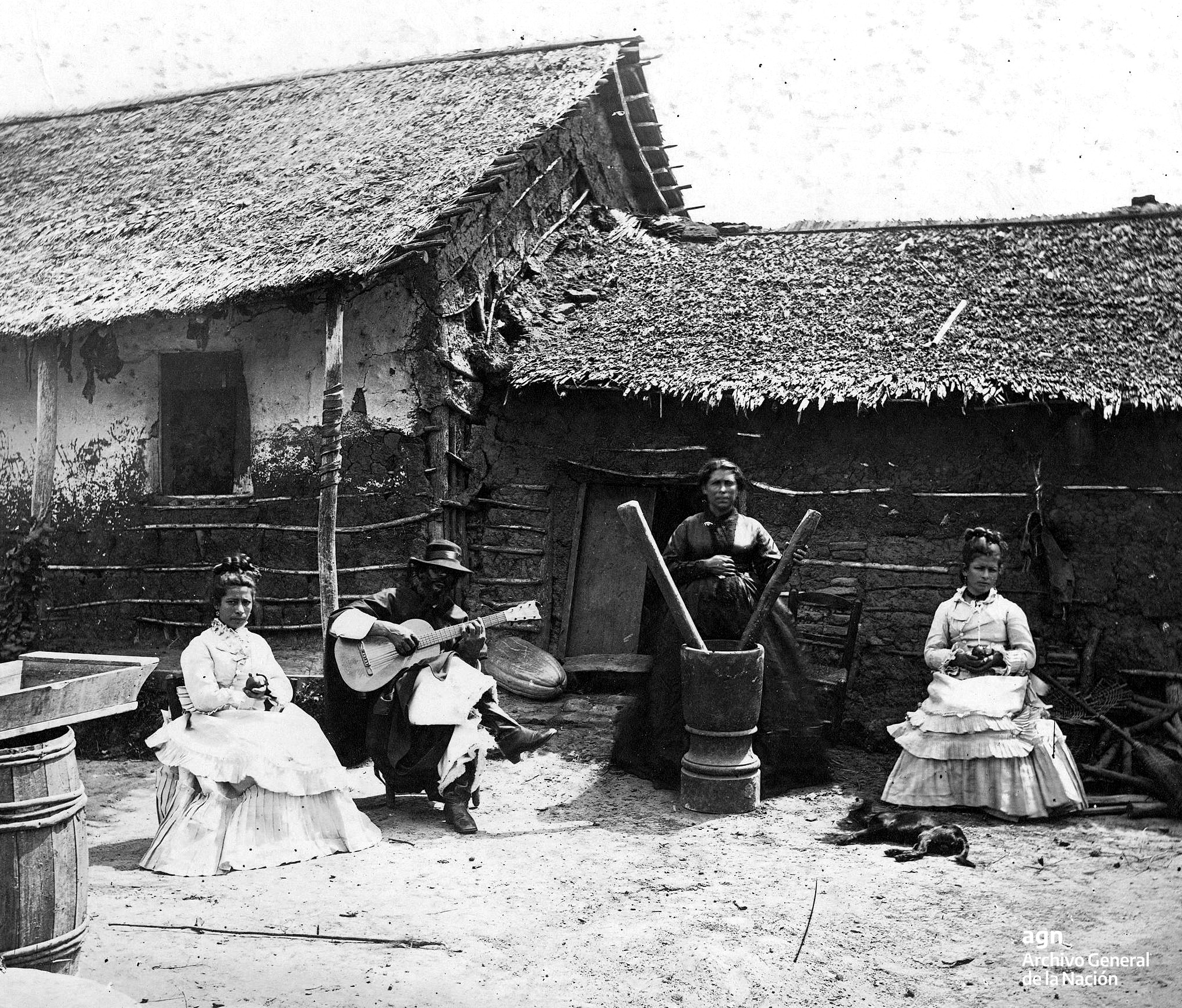
Familia argentina en la puerta de un rancho. Fotografía tomada en Buenos Aires en 1874.

En el gran proceso de mestizaje que se produciría con la gran ola de inmigración europea, los gauchos y sobre todo las chinas, y su cultura, obraron como un gran puente entre el país colonial preinmigración y el país contemporáneo posinmigración.
El Martín Fierro (1872-1879), libro nacional por excelencia, transcurre y relata la suerte del gaucho en el preciso momento en que comenzaba a producirse el aluvión europeo y la organización capitalista-moderna del país, proceso que es vivido por Martín Fierro como un terremoto cultural, que desarticula completamente su vida rural y finaliza con una migración simbólica y misteriosa en la que Fierro y sus hijos se dirigen «a los cuatro vientos» luego de asumir un compromiso secreto.
Los gauchos y las chinas se encontraron entonces con los inmigrantes, mayoritariamente varones. Las circunstancias del encuentro varían de acuerdo a las regiones y no estuvieron exentas de conflictos, a veces muy graves como la Masacre de Tandil de 1872 en la que una partida de gauchos dirigidos por las ideas mesiánicas y xenófobas de Gerónimo Solané, masacraron a 36 inmigrantes en esa ciudad bonaerense.
En un complejo proceso de reemplazo social y cultural, unos y otros comienzan a fusionar sus culturas. Como símbolo de esa transición entre dos mundos el gaucho abandona la bota de potro y la reemplaza por la alpargata vasca, que se convertiría en el símbolo de la naciente clase obrera.
Por otra parte, la experiencia de los gauchos judíos muestra del lado de los inmigrantes la dirección inversa.

## La gran oleada inmigratoria europea (1860-1955)

Porcentaje de europeos respecto a la población total de Argentina en 1914

Al constituirse como nación, la población de Argentina era de solo unos pocos cientos de miles y en 1850 se ubicaba en alrededor de un millón de personas, inferior a la que en aquel entonces tenían Bolivia, Chile, Colombia o Perú.
La escasa población llevó a la Constitución Nacional de 1853 a establecer como una de las políticas fundamentales «fomentar la inmigración europea» (artículo 25 de la Constitución Nacional). El momento coincidió con la gran ola de emigración europea iniciada poco antes de la mitad del siglo XIX.
Entre 1856 y 1940, Argentina recibiría 6,6 millones de inmigrantes. Los primeros inmigrantes europeos no colonialistas fueron un grupo de suizos que llegó a Argentina y que se establecieron en 1856 en Santa Fe, en lo que luego se llamaría Colonia Esperanza. En efecto, Argentina fue el segundo país del mundo que recibió la mayor cantidad de inmigrantes, puesto que con esos 6,6 millones, se ubica debajo solamente de los Estados Unidos, con 27 millones, y por encima de países como Canadá, Brasil, Australia, etc. De los 6,6 millones, poco más de la mitad se radicó definitivamente.
La población del país pasó de representar el 0,13 % de la población mundial en 1869 a representar el 0,55 % de la humanidad en 1930, proporción levemente incrementada desde entonces para ubicarse en un 0,579 % en 2010. El país recibió un verdadero aluvión de inmigrantes que llevaría al historiador José Luis Romero (1909-1977) a hablar y problematizar la realidad de una «Argentina aluvial».
Las cifras indican el enorme peso que tuvieron los inmigrantes europeos en la formación de la Argentina moderna, a través de una transfusión poblacional que, en términos relativos, fue la más alta de todos los países americanos, incluido Estados Unidos.
Casi la mitad de estos inmigrantes (45 %) eran italianos, en tanto que los españoles fueron un tercio (33 %). También hubo contribuciones significativas de franceses (3,6 %), alemanes (3,0 %), polacos (2,7 %), rusos (2,7 %), nacionales del Imperio otomano del país de Sham (2,6 %), judíos (1-2 %), ucranianos, británicos (1,1 %), portugueses (1,0 %), yugoslavos (0,7 %), griegos, irlandeses, galeses, neerlandeses (0,2 %), belgas (0,4 %), croatas, checos, daneses (0,3 %), estadounidenses (0,2 %) y suecos (0,1 %).
Un grupo considerable de inmigrantes pertenecía a países no europeos ―principalmente de las regiones de Siria, Líbano y Armenia del Imperio otomano―, con grandes poblaciones árabes (muchas veces registrados como «turcos»), así como de japoneses, los cuales dieron origen a las primeras comunidades asiáticas en Argentina de la historia.
Por otra parte, dos terceras partes de los inmigrantes eran varones, con una tasa de masculinidad para 1898 y 1914 de 172.
El historiador Alberto Sarramone ha puntualizado:

En ningún otro lugar de la Tierra el impacto inmigratorio ha tenido la importancia cuantitativa y cualitativa que tuvo en la Argentina.
Alberto Sarramone

La gran ola de inmigración europea influyó decisivamente en la composición étnica de la población, al punto que el antropólogo brasileño Darcy Ribeiro definió a Argentina y Uruguay como "pueblos trasplantados".
Una reciente investigación genética (Avena, 2006) estableció que la contribución europea a la mezcla genética argentina es del 79,9 %, en tanto que la indígena es del 15,8 % y la africana del 4,3 %. La misma investigación hace referencia a otro estudio de 1996, no genético, sino basado en estimativas mediante frecuencia de enfermedades, en que la contribución indígena en La Paz (Bolivia) sería del 54 % y en Lima (Perú) del 55 %, mientras que el componente africano de Barranquilla (Colombia) sería del 64 %.

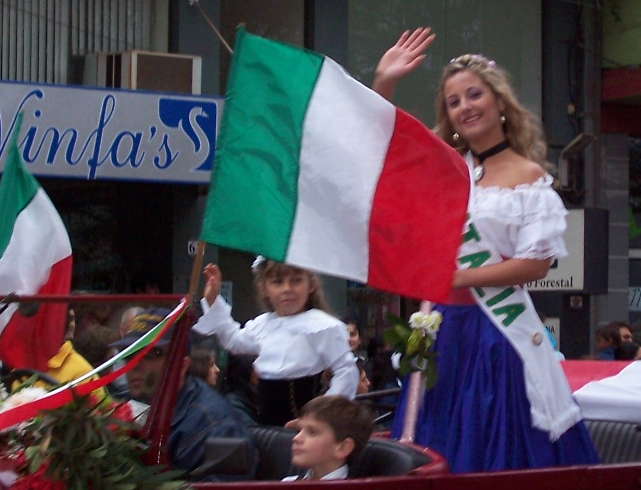
Se estima que alrededor de 25 millones de argentinos tienen al menos un antepasado italiano, un 65 % del total.

Por la magnitud de su impacto étnico-cultural se destaca la comunidad italiana.

Los italianos, se sabe, fueron un pueblo de emigrantes. En muchos siglos, se desparramaron por los cuatro rincones de la Tierra. Solo en dos países, sin embargo, ellos constituyen la mayoría de la población: en Italia y en la Argentina.
Marcello de Cecco

Se ha estimado que en Argentina viven 25 millones de descendientes de italianos, lo que significa que un 65 % del total de la población tiene al menos un antecesor italiano.
El escritor mexicano Octavio Paz dijo que «los argentinos son italianos que hablan español y se creen franceses».
La frase tomó vida propia y se ha reiterado con diversas variantes, pero más allá de la ironía sutil expresa también una profunda penetración en la compleja realidad étnico-cultural generada por el terremoto de la inmigración masiva. La diversidad étnica-cultural que existe en cada argentino y las dificultades que ello ha significado para definir una identidad nacional, han sido reiteradamente señaladas por los estudiosos. José Luis Romero realizaba una precisión interesante al sostener que la estabilización por mestizaje e hibridación de la «Argentina aluvial» recién se produciría alrededor del año 2000.
Desde mediados del siglo XX, las migraciones internas y latinoamericanas que está recibiendo Argentina están reduciendo lenta pero sostenidamente el porcentaje del componente europeo en la composición étnica-cultural de la población. Hoy se habla (también en Estados Unidos) de «la latinoamericanización de Argentina».
Debido a la magnitud del aporte europeo, es seguro que el mismo continuará siendo predominante aunque es poco probable que siga siendo hegemónico.

El eslogan de la ciudad es «Crespo: crisol de razas, cultura de la fe y el trabajo», en referencia a los alemanes del Volga, italianos, españoles, judíos y otras comunidades que integran su población.]]
Las políticas oficiales argentinas tendieron a evitar la formación de comunidades cerradas, dificultando la tradición de las culturas originarias y las lenguas maternas de los inmigrantes, situación que en muchos casos los indujo a una aculturación violenta y forzosa, en tanto eran estigmatizados como "los otros" si no se asimilaban rápidamente. El resultado ha sido una alta tasa de mestizaje y sincretismo no solo entre las tres grandes ramas étnicas (europea, amerindia y africana) sino también entre las etnias que integran cada rama (españoles, italianos, polacos, judíos, alemanes, británicos, árabes, mapuches, collas, tobas, guaraníes, bantúes, yorubas, etc.) e incluso las etnias autónomas o las subetnias (gallegos, catalanes, vascos, sicilianos, napolitanos, genoveses, piamonteses, askenazíes, sefaradíes, okinawenses, etc.). Aquí deben incluirse también las subetnias específicamente «argentinas», relacionadas primordialmente con la tradicional autonomía de las provincias: porteños, bonaerenses, entrerrianos, santafesinos, cordobeses, tucumanos, salteños, mendocinos, correntinos, sanjuaninos, riojanos, jujeños, patagónicos, puntanos, santiagueños, chaqueños, formoseños, y catamarqueños.
El amplio mestizaje ha introducido en la cultura nacional el término «crisol de razas» para significar el fenómeno. Sin embargo ello no ha impedido la aparición de fenómenos de discriminación étnica y racial.
La intensidad del mestizaje ha variado y varía según la época, el lugar y cada grupo étnico en particular. A fines del siglo XIX, el 33 % de los varones italianos de Buenos Aires se casaba con mujeres de otra etnia, mientras que en Rosario, ese porcentaje se reducía al 18 %.
Otras etnias mantienen o han mantenido una acentuada práctica endogámica, como sucedió con las primeras colonias de alemanes y sirio-libaneses, por ejemplo, y sucede con los menonitas, el pueblo rom (gitanos), los japoneses y los bolivianos.

## Resistencias a la asimilación forzosa
A pesar de que las políticas oficiales argentinas tendieron a evitar la formación de comunidades cerradas, dificultando la tradición de las culturas originarias y las lenguas maternas de los recién llegados, las etnias desarrollaron y continúan desarrollando conductas de resistencia para preservar sus identidades. Las diversas etnias fundaron organizaciones, clubes y centros de salud comunitarios (Hospital Italiano, Hospital Francés, Hospital Alemán, Hospital Sirio-Libanés, Hospital Israelita, etc.), así como periódicos y teatros que se expresaban en sus propias lenguas. En las últimas décadas los pueblos indígenas originarios se organizaron para recuperar y preservar sus tierras, culturas e identidades, así como para reclamar autonomía y en algunos casos soberanía política. También las etnias africanas han desarrollado centros para recuperar su memoria y visibilidad, a la vez que las comunidades de migrantes se han organizado en defensa de sus derechos.
En el libro Hombres rubios en el surco, el sacerdote José Brendel expone la situación en la cual se vieron los primeros colonos alemanes del Volga al llegar a la provincia de Entre Ríos. Afirma que los campos habían sido divididos de tal manera, que no quedaba ninguna oportunidad para establecer aldeas o poblaciones. Los colonos debían ir a vivir directamente a sus chacras, separados los unos de los otros más de 1000 metros de distancia, entre parcela y parcela.

El gobierno quería chacareros, no colonias. Cuando los alemanes del Volga comprendieron sorpresivamente la intención, y supieron que debían habitar como chajaes en el medio del campo, se rebelaron. Intervino el gobierno, primero a las buenas, luego con el uso de la fuerza pública, para obligarlos a residir, y a obedecer. El escándalo cundió y hasta los diarios porteños se hicieron eco de la testarudez de los inmigrantes, aconsejando al Gobierno intervención con mano firme, para dispersarlos en sus campos. Pero la cosa no era tan fácil, como pensaban los del cuarto poder. Los colonos no se habían dormido sobre pajas, sino que organizaron una delegación para apersonarse ante el gobernador. La delegación peticionó al gobernador el derecho de residencia común, de tener sus iglesias y escuelas, educando a sus hijos en la fe y en la cultura, sin exponerlos al analfabetismo corriente en la provincia. El mandatario provincial insinuó que podrían residir juntos de a cuatro familias, en los puntos convergentes de cuatro límites de parcelas... pero ellos no lo aceptaron.

El Estado había prestado a estas primeras familias (200 en total, unas 1500 personas) carpas militares, en las que deberían vivir en sus chacras hasta que se pudiera cumplir con lo establecido en el contrato sobre la construcción de viviendas. A las pocas semanas de estar en sus toldos en los campos, comenzaron a sentir el efecto de la soledad y del desamparo, junto al abandono espiritual. Un día cargaron sobre los hombros sus carpas, y de común acuerdo las armaron en otro lugar, y en fila como una colonia, dejando calle por medio. Pero también imaginaron a qué se exponían, y prepararon la defensa.

Sabían que la primera represalia estatal sería quitarles sus carpa, y previsores, y recordaron la costumbre de los tártaros, de los que ellos se reían tanto antes: y comenzaron a construir sus casas, no hacia arriba, pues no había con qué, sino HACIA ABAJO, tierra adentro (simlinka), con dos piezas, y cubierto todo con el abundante pajonal de totora. Cuando llegaron los policías a desalojarlos, se hallaron desarmados ante la decisión de los colonos, que antes de que les pidieran las carpas, ya se las ofrecían, y aquellos se rieron a gusto, comprendiendo que nada podrían hacer, a no ser llamarles "vizcacheros", como aún hoy se llama a los hijos de Mariental (Aldea Valle María, Entre Ríos).

Otro de los casos notables que se dieron en el país respecto a la reticencia por parte de los inmigrantes a acatar las políticas de asimilación forzosa que les proponían «olvidar» su cultura de un día para el otro, pero que sorprende de manera diferente en tanto que canaliza su naturaleza enérgica con castigos aplicados dentro de la propia comunidad, es el de las colonias piamontesas: «asentadas sobre la ruta 34, desde San Genaro hasta San Francisco de Córdoba, donde durante las tres primeras décadas de este siglo [por el siglo XX], las maestras pegaban a los alumnos que decían palabras en castellano».
Pronto las diferentes colectividades comenzaron a constituir sus instituciones para nuclearse, como asociaciones y sociedades, gran parte de las cuales subsisten en la actualidad, y hoy continúan nucleando a sus respectivos descendientes.
No obstante eso, aún no había una idea clara desde el gobierno de repestar el mosaico étnico del país. Más recientemente en el tiempo, en 1997, el Consejo Federal de Educación había resuelto que los menonitas de Argentina debían dar cumplimiento a la obligatoriedad del sistema escolar argentino, que no contempla la diversidad en ningún caso y se aplica de manera independiente a las etnias que habitan el territorio, es decir, impartido en cualquier caso en idioma castellano. Daniel Barberis, director del Centro de Denuncias contra la Discriminación, que depende de un foro de organizaciones no gubernamentales, reflexionó:

Si entendemos a la discriminación como a la incapacidad para aceptar lo distinto a nosotros, este sería un caso discriminatorio. El Gobierno debería permitir a los menonitas que sean distintos. Debería integrarlos, pero sin romper su identidad y sin pensar que nuestro modelo social es el único o el mejor. ¿O acaso queremos repetir hoy lo que ocurrió en 1492 con los aborígenes?
Daniel Barberis

Pese a la existencia de este grupo que aún sufre las presiones estatales tendientes a la asimilación forzosa, no son las únicas víctimas de este modelo de calderas que, bajo la apariencia romántica e inocente de poder llegar a fundirlo todo, parte de lo que incinera, son también los derechos individuales de mantener una identidad propia. En 2008, en la primera jornada intercultural de derecho de pueblos originarios organizada por el programa de Derechos Humanos de la Universidad Nacional del Litoral y el INADI (Instituto Nacional contra la Discriminación, la Xenofobia y el Racismo), que reunió a las comunidades de aborígenes que aún mantienen su cultura en un marco de endogamia, apartado del resto de la sociedad, la cacica concluyó:

Jamás nos vamos a integrar porque pensamos, sentimos y actuamos como indígenas. Podemos incorporarnos a la sociedad porque de hecho hablamos castellano, incluso lunfardo, pero nunca nos vamos a integrar.

## Los inmigrantes latinoamericanos

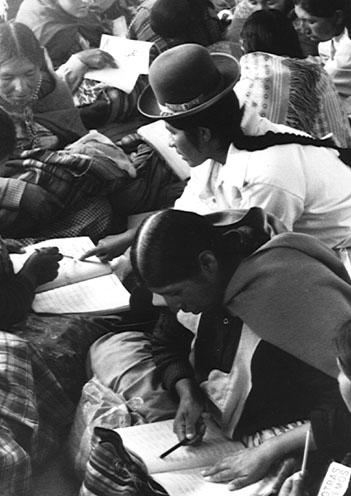
La inmigración latinoamericana es la mayoritaria desde mediados del y está transformando la composición étnica de Argentina.

La inmigración limítrofe siempre existió: según el INDEC (Instituto Nacional de Estadística y Censos), desde 1869 hasta hoy se mantuvo aproximadamente entre el 2% y el 3% de la población del país. A partir de la segunda mitad del siglo XX se constituyó en la inmigración mayoritaria. 
Hasta los años sesenta la inmigración proveniente de países fronterizos estaba fundamentalmente relacionada con las economías regionales de las zonas fronterizas: paraguayos con las cosechas de algodón y yerba mate del Nordeste argentino (NEA); bolivianos con las cosechas de tabaco y caña de azúcar en el Norte argentino (NA) y horticultura en Mendoza y provincia de Buenos Aires; chilenos con la esquila, la recolección de frutas y el petróleo en la Patagonia, mientras los uruguayos principalmente en el sector de servicios.
Estas migraciones, generalmente temporarias y limitadas a los espacios fronterizos comunes, tuvieron un impacto relativamente menor en la composición étnica de la población argentina.
Desde los años sesenta, con la crisis de las economías regionales, la inmigración fronteriza comenzó a dirigirse principalmente hacia el Gran Buenos Aires, donde se encuentra alrededor del 35 % de la población nacional, impactando de manera mucho más acentuada en la composición étnica de la población.
En 2010, el 68,9 % de los habitantes extranjeros provenían de cuatro países: Paraguay, Bolivia, Chile y Perú.
La comunidad paraguaya es la que cuenta con la mayor cantidad de extranjeros (550 713, censo de 2010), que representa el 8,54 % de la población de Paraguay.
Registró un crecimiento anual medio decenal del 69,4 % respecto del censo de 2001.
Tiene una alta preponderancia de mujeres (55,6 %).
El 75 % reside en la ciudad de Buenos Aires o en el Gran Buenos Aires.
Las autoridades paraguayas han estimado que a los nacidos en Paraguay se suman entre un millón y medio y dos millones de descendientes de paraguayos, totalizando una comunidad paraguaya de unos 2 millones de personas, aunque podría ser mucho mayor tomando en cuenta la gran antigüedad y continuidad de la corriente migratoria paraguaya hacia Argentina.
Se trata de un colectivo que habla generalizadamente el idioma guaraní y a su vez tiene una composición étnica ampliamente mestizada mayoritariamente indígena-guaraní, europea y española-colonial.
La segunda comunidad con mayor cantidad de habitantes extranjeros es la boliviana (345 272, según el censo de 2010), estimándose los descendientes en una cantidad cercana al millón de personas. Se trata de un colectivo con muy alta composición étnica indígena, principalmente aimara.
Le sigue en cantidad de habitantes extranjeros la comunidad chilena con 212 429 inmigrantes censados en 2010.
Más de la mitad de la comunidad se concentra en las provincias patagónicas.
La comunidad peruana es relativamente reciente pero está creciendo aceleradamente y en el censo de 2010 sumaron 157 514 personas, aumentando un 78 % su cantidad en la última década. Se trata de un colectivo con muy alta composición étnica indígena, principalmente quechua.
La comunidad uruguaya contiene a la séptima comunidad extranjera y cuenta con 118 000 inmigrantes, la mayoría residiendo en Buenos Aires, que significan casi un 5 % de la población total del Uruguay.
Las comunidades brasileña y colombiana son más reducidas, alcanzando de 90 000 a 95 000 inmigrantes cada una y la gran mayoría residiendo en Buenos Aires. Existen también otras pequeñas comunidades latinoamericanas entre las que se destacan los ecuatorianos, dominicanos, venezolanos, mexicanos y cubanos.
Finalmente, hay pequeñas comunidades de personas centroamericanas, en especial provenientes de Panamá y Costa Rica, la mayoría estudiantes universitarias que ingresan al país para realizar estudios de grado y posgrado, muchas regresan a su país de origen, mientras otras consiguen oportunidades laborales fácilmente, gracias al dominio de un segundo idioma.

## El «crisol de razas»: el mestizaje
El mestizaje ha desempeñado un papel fundamental en la composición étnica de la población argentina. El proceso, denominado en la cultura nacional con el término «crisol de razas» (equivalente al «melting pot» ―‘crisol de fundición’― estadounidense), registra una intensidad inusitada en Argentina, produciendo el mestizaje no solo de las tres grandes ramas étnico-culturales (europeos, indígenas y africanos), sino de las decenas de etnias particulares que integran cada una de esas ramas (italianos, españoles, polacos, judíos, mapuches, diaguitas, collas, guaraníes, bantúes, yorubas, etc.). Es necesario precisar que la inmigración española durante los tiempos de la colonia estuvo integrada mayoritariamente por varones solos que se mestizaron en Argentina con mujeres de ascendencia primordialmente indígena y africana. Luego, la mayoría de los inmigrantes provenientes de ultramar también eran varones solos, y muchos de ellos se mestizaron en Argentina con mujeres criollas, de ascendencia primordialmente indígena y africana.
El mestizaje ha tenido tres etapas bien marcadas:
- Durante la etapa colonial, el mestizaje de varones españoles y mujeres indígenas y africanas estuvo marcado principalmente por las relaciones de dominación entre los colonizadores y los indígenas encomendados o los esclavos de origen africano. Muchos investigadores han considerado que la mayor parte de esas relaciones sexuales se realizaron de manera forzada.[90][91][92]

Todos los historiadores están de acuerdo en destacar que los españoles se caracterizaron por un alto nivel de relaciones sexuales con indígenas y africanas. Sin embargo, y paradójicamente, esas relaciones estaban castigadas por el estricto orden racista fundado en castas aplicado durante el régimen colonial, ya que solo los descendientes de español/europeo y española/europea eran considerados «blancos» de «sangre pura» y podían como tales acceder a los privilegios que les concedía esa situación. Por el contrario, a los descendientes provenientes de relaciones sexuales entre españoles e indígenas o africanas se les consideraba como «castas» inferiores, debido a que su sangre se consideraba manchada, en algunos casos para siempre. Por esa razón, en muchos casos, en todas las clases, el mestizaje se ocultaba y se presentaba a la persona como «blanca», costumbre que aún continúa.[cita requerida] El historiador José Ignacio García Hamilton ha sostenido en el año 2000 que precisamente esa era la situación de José de San Martín, máximo prócer del país. Es posible que de esta antigua práctica provenga la extendida costumbre en los varones de clase alta y clase media hasta mediados del siglo XX de iniciarse sexualmente con la empleada doméstica de la familia, llamada habitualmente «mucama» (literalmente ‘esclava amante de su amo’ en kimbundu) y muchas veces «sierva».
- Durante la gran inmigración europea el mestizaje estuvo principalmente relacionado con la condición de hombres solos que tenía la mayor parte de los inmigrantes. Ello llevó a un amplio mestizaje de europeos con las mujeres nativas, mayoritariamente mestizas (llamadas «chinas» o «pardas»), indígenas y afroargentinas. Varios investigadores sostienen que en este proceso de mestizaje, de una población de inmigrantes varones varias veces superior a la población local, se diluyeron los rasgos genotípicos indígenas y africanos y predominaron los europeos, que dan ese aspecto diferencial a la población argentina, sobre todo en las ciudades y regiones que recibieron mayor inmigración: Buenos Aires, Santa Fe, Córdoba, Mendoza y Entre Ríos.[95] Una característica de la inmigración europea en Argentina que la distingue notablemente de la recibida por Estados Unidos en la misma época, es el grado relativamente poco cerrado de las colectividades y el gran mestizaje entre las diferentes etnias europeas entre sí.[96] Varias investigaciones han puesto de relieve la naturaleza relativamente forzada y autoritaria de este mestizaje impuesta en gran medida por el Estado y las clase altas criollas, en la que la homogeneización de la población y la pérdida de la cultura y el idioma materno de los inmigrantes constituyó uno de los principales objetivos.
- Las nuevas migraciones. Desde la década de 1930 y más acentuadamente desde la Segunda Guerra Mundial, la inmigración europea cesó y simultáneamente se inició una gran migración interna del campo a la ciudad y del norte hacia el litoral, acompañada por una inmigración relativamente alta y constante (2,5 % de la población total) desde los países fronterizos, principalmente Paraguay y Bolivia. Estas migraciones han producido nuevas mestizaciones que están teniendo como resultado un crecimiento de los aportes étnicos de ascendencia indígena y africana, así como de las culturas específicas de los países de origen.[11]

Algunas comunidades y colectivos redujeron el mestizaje interétnico al emigrar masivamente en familias ya formadas y formar "colonias" étnicamente homogéneas, como en el caso de los alemanes del Volga en el interior de las provincias (que mantuvieron la endogamia durante varias generaciones, aumentando notablemente la población de germano argentinos desde el interior del país), los galeses de la Patagonia (que continuaron eligiéndose entre ellos por décadas), los afrikaners en Chubut, los menonitas (que permanecen dentro de su misma etnia hasta nuestros días), los romaníes (endogámicos hasta la actualidad), los irlandeses (endogámicos hasta mediados del siglo XX), varios grupos de italianos (como los del barrio porteño de La Boca) y los judíos que continuaron ―e incluso en algunos casos continúan― eligiendo a sus cónyuges dentro de su mismo grupo étnico.
Mientras tanto, en «Instituciones de la inmigración siria y libanesa en Argentina», Liliana Cazarola, licenciada en Historia y especialista en inmigración siriolibanesa en Argentina, afirma:

En los primeros años de vida eran "sociedades cerradas", para ser socios de sus instituciones debían ser árabes, luego les dieron acogida a los hijos y después a los nietos. A tal punto corroboro lo dicho que en algunas entidades la socia viuda de un árabe que se casaba con un extranjero era expulsada de la sociedad, y lo mismo ocurría con las sociedades étnicas españolas.

Por otro lado, debemos tener en cuenta que la proximidad residencial de la que gozaron las etnias radicadas en colonias favoreció la endogamia, no solo entre inmigrantes europeos, sino también entre los pueblos originarios que, por decisión, vivieron o viven congregados. Ana Jofre, catedrática de Geografía Humana del Departamento de Geografía de la Universidad de La Plata denomina como "endogamia encubierta", por ejemplo, al hecho de que los baleares se casaran con mujeres nacidas en Argentina, pero generalmente de ascendencia balear.
Sergio Caggiano, doctor en Ciencias Sociales (IDES-UNGS), magíster en Sociología de la Cultura y Análisis Cultural (UNSaM-IDAES), ha escrito un libro titulado Lo que no entra en el crisol: inmigración boliviana, comunicación intercultural y procesos identitarios, en donde expone la realidad de uno de los pocos grupos que continúan practicando la endogamia y la endogamia encubierta en Argentina, los bolivianos, que forman sus parejas con otros bolivianos o con argentinos de ascendencia boliviana.
La conformación de comunidades formalmente endogámicas ha convivido históricamente con relaciones familiares o sexuales extramatrimoniales y exogámicas, entre las que se cuenta el hábito masculino de pagar para mantener relaciones sexuales. Estas relaciones engendraron y siguen engendrando grandes cantidades de hijos e hijas no reconocidos por el padre, que hasta mediados de siglo eran considerados "ilegítimos". Expresiones populares como "hijo o hija del lechero" dan cuenta parcialmente de esta forma menos evidente de impulsar el mestizaje.

## Investigaciones que presentan al "crisol de razas" como un mito nacional
A pesar de que en algunos establecimientos educativos y desde ciertas instituciones y medios de comunicación se difunde la idea de que Argentina es un "crisol de razas", no todos los académicos están de acuerdo con ello, y algunos lo consideran un mito nacional. Sostienen que ese concepto se ha creado para incitar a los diversos grupos étnicos a amalgamarse entre sí olvidando sus culturas, presentando el caso como si ya fuera un hecho del pasado. Entre otros investigadores, la socióloga Susana Torrado ha cuestionado la teoría del crisol de razas, señalando que hubo una gran brecha étnica entre los pobladores de las pampas, más relacionados con los descendientes de inmigrantes europeos y la clase media, y los pobladores de las zonas extrapampeanas, más relacionados con los criollos y la clase trabajadora. Torrado señaló que a partir de la década de 1940, esa brecha étnica entre "europeos" y "criollos" se agudizó y se manifestó en términos de abierta confrontación, generando términos peyorativos como el "aluvión zoológico" y "cabecitas negras", que establecieron un nuevo criterio para marcar diferencias sociales y jerarquías étnicas, que se han vuelto muy notables cuando se trata de precisar cuales son los sectores sociales más desfavorecidos:

Los rostros de los niños que la televisión exhibe como testimonio estremecedor del avance de la indigencia y la desnutrición tienen todos rasgos criollos y no europeos. Solo que de eso no se habla.
Susana Torrado, socióloga (2002)

Por otro lado, el sociólogo, educador, senador nacional por la ciudad de Buenos Aires y exministro de Educación de la República Argentina Daniel Filmus también sostiene que el crisol de razas en Argentina es un mito, lo que implicaría que en el país no vive una sola nación como producto de varias ya mezcladas, sino que se trata de un país multiétnico y multirracial en donde conviven niños de diferentes culturas y orígenes que deben ser respetados.
Más recientemente, las evidencias volvieron a cuestionar la teoría de un crisol de razas ya establecido en Argentina cuando la comunidad toba planteó la necesidad de tener un stand en la Feria de las Colectividades Extranjeras de Rosario y fueron rechazados con el fundamento de que forman parte de la nación argentina (por lo que nunca podrían ser un grupo extranjero). Susana Chiarotti (abogada con especialidad en Derecho de Familia, perteneciente a la Asamblea Permanente de Derechos Humanos) afirmó que:

El conflicto de la comunidad toba, cuando planteó la necesidad de tener un stand propio en la Feria de las Colectividades, pone sobre las tablas el debate sobre nación y Estado. En un Estado pueden coexistir varias naciones. Nación significa una comunidad histórica, más o menos completa institucionalmente, que ocupa un territorio o una tierra natal determinada y que comparte una lengua y una cultura diferenciada. En sentido sociológico, la idea de nación está ligada a la idea de pueblo o de cultura. Un país que contiene más de una nación no es una nación-estado sino un Estado multinacional, donde las culturas más pequeñas forman las «minorías nacionales». El Estado multinacional puede formarse por invasión de una potencia a un país, por anexión o voluntariamente, al decidir varias culturas formar una federación.

En 2005, la Comisión para la Preservación del Patrimonio Histórico Cultural de la ciudad de Buenos Aires llevó a cabo un informe titulado «El espacio cultural de los mitos, ritos, leyendas, celebraciones y devociones», en donde el tema del crisol de razas en Argentina ya fue abordado como un mito.
En el libro Argentina pensada: diálogos para un país posible, Mempo Giardinelli es tajante:

El cuento del crisol de razas, sin ir más lejos, según el cual existiría una especie de caldera donde se funde todo y surge una nueva raza. La "nueva raza argentina", decía Lugones ―el peor Lugones―, de alguna manera superadora. Y no solo es una mentira sino que, además, el del crisol de razas es un mito cretino. ¿Por qué? Porque las razas y las etnias existen, no se pueden fundir. No son como chocolates o quesos en una fondue. Las etnias humanas no se funden. Alguien puede intentar mezclarlas, pero sus individualidades van a quedar. Y está bien que queden. La cuestión es ver de qué manera una sociedad permite y armoniza reglas de convivencia, de coexistencia, para que esa sociedad sea mejor para todos y con todos, incluyendo las diferencias.

En El crisol de razas hecho trizas: ciudadanía, exclusión y sufrimiento, Neufeld y Thisted exponen desde un abordaje antropológico y psicoanalítico la fragmentación étnica que sufre Argentina, y el hecho de que si bien una gran cantidad de argentinos puede contar diversos orígenes entre sus ascendientes, estos son generalmente descendientes de europeos con descendientes de europeos, y mestizos e indígenas con mestizos e indígenas, por lo que la aparente "gran fundición" es una mentira en la que pocos reparan, y los que lo hacen, la ocultan.
Simultáneamente, en el Diccionario del pensamiento alternativo, de Bigiani y Roig, también se aborda el tema del crisol de razas de Argentina como un mito.
De acuerdo con el artículo «Una experiencia de capacitación en etnomatemática» (2009), de Santillán y Zachman, el término apropiado para referirse a la realidad de Argentina no es el de «crisol de razas» sino el de «mosaico de etnias», ya que aún no han llegado a fundirse unas con otras. Y de acuerdo con sus estudios, concluyeron que la mayoría de los argentinos prefieren que Argentina no sea un crisol sino un mosaico de etnias, en donde pueda vivir una separada de la otra:

Se dice mosaico de razas o de etnias por ser un conjunto de diferentes razas que tienen relación entre sí pero que no consiguen fundirse en una sola nación (precisamente lo que sucedería si fuera un crisol). Por otra parte, la mayoría de los argentinos prefieren que sea un mosaico con cada parte bien delimitada y separada de la otra.
Alejandra Santillán y Patricia Zachman

Mientras tanto, Rita Segato ―antropóloga argentina radicada en Brasilia― califica la idea de crisol de razas como «terror étnico» porque, al crear la nación ―sobre todo a partir de la elitista generación del ochenta―, el modelo del «sujeto argentino» tenía que ser neutral. Eso pasó a ser opresivo, silenciador de una pluralidad de voces que se mantuvieron fluyendo bajo la superficie, en una verdadera clandestinidad, durante siglos. Y pone al ejemplo de los huarpes. La solución argentina fue el genocidio indígena (al igual que en Estados Unidos) y la gran inmigración europea.
Fuera del país, Raanan Rein ―prestigioso científico israelí, doctor en Historia de la Universidad de Tel Aviv (Israel)― no duda en definir al «crisol de razas» de Argentina como un mito.
Durante un coloquio de la B'nai B'rith Argentina (rama local de B'nai B'rith Internacional, la organización judía internacional de servicios a la comunidad más antigua en el mundo, que tiene presencia activa en 58 países), Pablo A. Chami expuso que la idea de crisol de razas no coincide con la realidad de Argentina, y se permitió todavía ir más allá al recomendar otro modelo de país:

¿Qué pasa hoy, un siglo y medio después de que la idea del crisol de razas fue concebida? Creo que la identidad original de los seres humanos no se pierde por completo. Vemos que los hijos o nietos de los inmigrantes quieren conservar parte de sus antiguas tradiciones, creencias o costumbres. Los miembros de las distintas comunidades fundan sus propias instituciones: escuelas, universidades, centros de estudios, hospitales, mutuales, cementerios, iglesias y sinagogas. Todo ello con el propósito de conservar y transmitir su identidad y sus valores. Aquí es donde pienso que el modelo del crisol no coincide hoy con la realidad de la Argentina, pues las diferencias no se borran tal fácilmente. Mi abuela siempre me decía: «La sangre no se hace agua». Entonces ¿con qué me identifico? ¿Con qué nos identificamos? Es en este punto donde creo que deberíamos pensar en otro modelo de país, otro modelo de sociedad, una sociedad abierta, de muchas etnias, donde cada una sea respetada.
Pablo Chami

## Censos poblacionales sobre indígenas y afrodescendientes
Por medio de la Encuesta Complementaria de Pueblos Indígenas (ECPI) 2004-2005 basada en el Censo Nacional de Población 2001 del INDEC se contabilizaron 600 329 indígenas que habitan el país, según resultados estimados. Esto corresponde alrededor del 1,6 % de la población total. Las personas censadas se reconocen pertenecientes o descendientes de la primera generación de algún pueblo indígena. Además, el organismo sostiene que, según los resultados, un 2,8 % de los hogares argentinos tiene al menos un integrante que se reconoce perteneciente a un pueblo indígena. La actualización producida con el censo de 2010 arroja un resultado de 955 032 personas indígenas o descendientes de pueblos indígenas, de las que 299 311 viven en la provincia de Buenos Aires.
Para más información, ver Indígenas en Argentina.
Según los resultados de un censo, de carácter piloto, efectuado por la Universidad Nacional de Tres de Febrero, con fondos del Banco Mundial y la ayuda del INDEC, un 5 % de la población reconoce tener al menos un ancestro de origen africano.

## Composición genética de Argentina

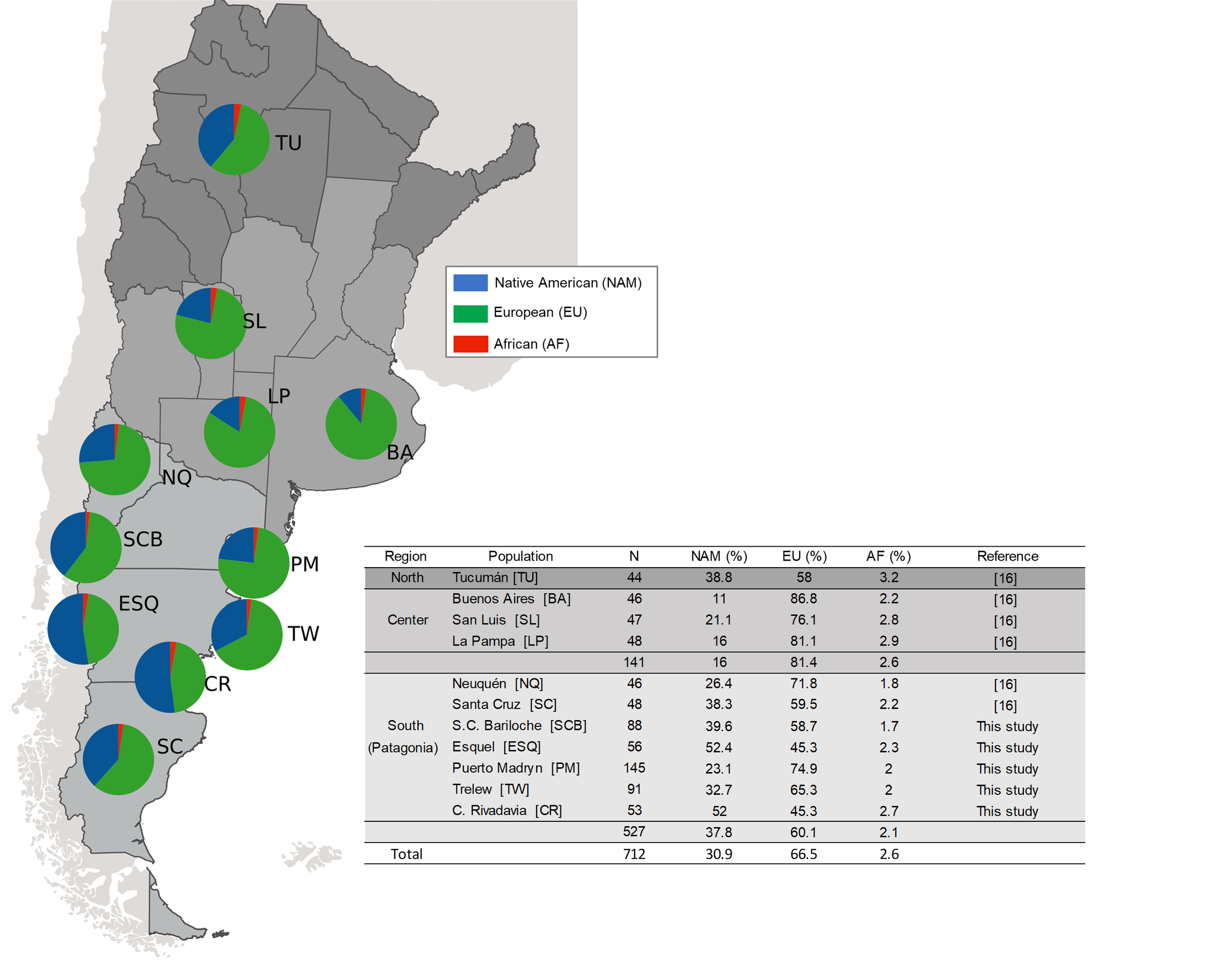
Resultados del estudio de Plos One Genetics de 2019, por región.

Desde fines de los años ochenta y de la mano con los adelantos en genética comenzaron a realizarse investigaciones científicas sobre la composición genética de la población argentina. Con ese fin, los investigadores utilizan diversas técnicas, que a veces son objeto de debate, en las que seleccionan diversos marcadores genéticos que resultan habituales en ciertas poblaciones e inhabituales en las demás. Las siguientes investigaciones estudiaron el promedio de la composición genética ancestral de la población argentina:
| Europeo | Amerindio | Africano | Arábigo | Asiático | Estudio | Año  | Fuente                                       |
| ------- | --------- | -------- | ------- | -------- | --- | ---- | -------------------------------------------- |
| 81,5 %  | 18,6 %    | —        | —       | —        | (Quiroga et al, 1985): Frecuencia de grupos sanguíneos y disminución de Rh negativo en población argentina                                                                 | 1985 | (Fuente oficial) Universidad de Buenos Aires |
| 78,0 %  | 19,4 %    | 2,4 %    | —       | —        | (Seldin et al, 2006): Argentine population genetic structure: Large variance in Amerindian contribution                                                                    | 2006 | American Journal of Physical Anthropology    |
| 79,9 %  | 15,8 %    | 4,3 %    | —       | —        | (Avena, 2006): Mezcla génica en una muestra poblacional de la ciudad de Buenos Aires                                                                                       | 2006 | Research Gate                                |
| 60,1 %  | 30,8 %    | 9,0 %    | —       | —        | (Oliveira, 2008): O impacto das migrações na constituição genética de populações latino-americanas                                                                         | 2008 | Universidad de Brasilia                      |
| 78,5 %  | 17,3 %    | 4,2 %    | —       | —        | (Corach et al, 2009): Inferring Continental Ancestry of Argentineans from Autosomal, Y-Chromosomal and Mitochondrial DNA                                                   | 2009 | Annals of Human Genetics                     |
| 65,0 %  | 31,0 %    | 4,0 %    | —       | —        | (Avena et al, 2012): Heterogeneity in Genetic Admixture across Different Regions of Argentina                                                                              | 2012 | Plos One Genetics                            |
| 67,3 %  | 27,7 %    | 3,6 %    | —       | 1,4 %    | (Homburguer et al, 2015): Genomic Insights into the Ancestry and Demographic History of South America                                                                      | 2015 | Plos One Genetics                            |
| 52,0 %  | 27,0 %    | 9,0 %    | 9,0 %   | —        | National Geographic: The Genographic Project, Reference Populations, Geno 2.0 Next Generation                                                                              | 2016 | National Geographic                          |
| 71,0 %  | 25,0 %    | 4,0 %    | —       | —        | (Fuerst, 2016): Admixture in the Americas: Regional and National Differences                                                                                               | 2016 | Research Gate                                |
| 84,1 %  | 12,8 %    | —        | —       | —        | (Olivas et al, 2017): Variable frequency of LRRK2 variants in the Latin American research consortium on the genetics of Parkinson’s disease (LARGE-PD), a case of ancestry | 2017 | Nature                                       |
| 66,5 %  | 30,4 %    | 2,6 %    | —       | —        | (Parolin et al, 2019): Genetic admixture patterns in Argentinian Patagonia                                                                                                 | 2019 | Plos One Genetics                            |
| 77,8 %  | 17,9 %    | 4,2 %    | —       | —        | (Caputo et al, 2021): Ancestral genetic legacy of the extant population of Argentina as predicted by autosomal and X-chromosomal DIPs                                      | 2021 | Springer Link                                |
| 74,0 %  | 13,0 %    | 1,0 %    | 4,0 %   | —        | (Genera, 2022): Ancestralidad Argentina | 2022 | Genera                                       |

### Antepasados europeos y aborígenes (Quiroga et al, 1985)
En 1985, un grupo de científicos de la Facultad de Medicina de la Universidad de Buenos Aires analizaron los grupos sanguíneos de 73 875 donantes de sangre que concurrieron al banco de sangre del Policlínico Ferroviario Central, con el fin de encontrar componentes genéticos europeos y aborígenes. Las muestras se organizaron siguiendo un mapa del país y concluyó que «usando como marcadores al grupo 0 y al factor Rh negativo los porcentajes encontrados en la población nativa fueron: componente europeo 81,77 % y 81,47 % y componente aborigen 18,23 % y 18,57 %».

### Antepasados originarios (Corach-UBA, 2005)
En 2005, el Servicio de Huellas Digitales Genéticas de la Universidad de Buenos Aires concluyó una investigación dirigida por el genetista argentino Daniel Corach. Los estudios anteriores se realizaron sin diferenciar si la descendencia se realizaba por vía materna o paterna, pero este estudio diferenció ambas vías. El estudio se realizó sobre marcadores genéticos de 320 muestras de individuos varones, tomadas al azar de un total de 12 000 individuos de 9 provincias sobre los que se contaba con datos genéticos realizados para identificaciones judiciales.
La investigación concluyó que por la vía materna (ADN mitocondrial) la presencia de ancestralidad indígena se encuentra en la mayoría de los casos (53,7%), mientras que por la vía paterna (cromosoma Y), casi todos los casos (94,1%) revelan ancestralidad europea:

Más del cincuenta por ciento de las muestras exhiben haplogrupos mitocondriales característicos de las poblaciones originarias, 52 % en la muestra de la región centro, 56 % en la muestra del sur-suroeste y 66 % en la región nor-noreste. Por otro lado, el 20 % exhibe la variante “T” característica de las poblaciones originarias en el locus DYS199. La detección de ambos linajes originarios, tanto por vía paterna como por vía materna se restringe a un 10 %. El componente poblacional que no presenta contribución amerindia alguna en la región del centro es de 43 %, en la región Sur-SurOeste es de 37 % y en la región Nor-NorEste de 27 %. En promedio, menos del 40 % (36,4 %) de la población exhibe ambos linajes no amerindios; pudiendo ser europeo, asiático o africano.

Sobre las implicancias del estudio, los investigadores manifestaron que:

La información aquí resumida se basa en observaciones científicas que permiten redefinir la pretendida creencia del origen europeo de todos los habitantes del territorio argentino. De acuerdo con nuestros resultados y otros muchos, generados por diferentes grupos de investigación de nuestro país, podemos confirmar una sustancial contribución genética de las poblaciones originarias de América a la constitución actual de la población argentina. Este tipo de investigaciones tienden a contribuir a la caracterización de la identidad de nuestro país en forma respetuosa y antidiscriminatoria.

### Antepasados africanos (Fejerman-Oxford, 2005)
Laura Fejerman, genetista argentina radicada en Berkeley (EE. UU.), estimó en 2005 que casi el 5 % de los argentinos tiene algún antepasado africano.

### Antepasados indígenas y africanos (CGFyL-UBA)
Una investigación del Centro de Genética de Filosofía y Letras de la Universidad de Buenos Aires publicada en 2001 estableció ―luego de analizar 500 muestras de sangre en el Hospital Italiano, el Hospital de Clínicas y el Centro Regional de La Plata―, que un 4,3 % de las muestras analizadas correspondientes a habitantes del área metropolitana del Buenos Aires (AMBA) contenía marcadores genéticos africanos y un 15 % marcadores genéticos amerindios. Los investigadores afirmaron que estos resultados podrían estar indicando una creciente participación de mujeres indígenas y afroargentinas en las relaciones familiares de la población del área, luego de finalizada la oleada inmigratoria europea a mediados de los años cuarenta, a consecuencia de las migraciones internas y desde otros países latinoamericanos como Paraguay, Bolivia y Perú. Estas migraciones habrían modificado sustancialmente la composición genética de la población porteña y bonaerense metropolitana (no a la bonaerense del interior provincial) genotípico, y ligeramente, el fenotipo.

### Mezcla génica en la población de la ciudad de Buenos Aires (Avenaet al., 2006)
Un estudio realizado en 2002 y publicado en 2006 por el antropólogo Sergio Avena y otros autores pertenecientes a diversas instituciones científicas argentinas y francesa (Conicet, UBA, Centre d’Anthropologie de Toulouse), sobre la base de datos recolectados en los hospitales de Clínicas e Italiano de la ciudad autónoma de Buenos Aires, concluyó que: el mapa genético de Argentina estaría compuesto en un 78,9 % proveniente de diferentes etnias europeas, un 15,8 % de diferentes etnias amerindias, y un 4,15 % de etnias africanas;
Un grupo de investigadores
- La mezcla génica promedio del área de estudio, contiene un 79,9 % (±0,4) de contribución europea, 15,8 % (±0,4) indígena y un 4,3 % (±0,2) africana.
- La contribución indígena y africana se encuentra en aumento y la europea en descenso, atribuyéndolo a la migración interna y de los países limítrofes y de Perú, de elevada composición indígena desde mediados del siglo XX.
- La contribución indígena y africana se ha transmitido principalmente por vía materna, mostrando una importante contribución de las mujeres nativas en los procesos de mestizaje que se han producido en el país.
- La proporción de individuos con al menos algún ancestro de ese origen fue estimada en un 10 %.
- Propone el efecto de «dilución» como explicación para la desaparición de la virtual desaparición censal de la importante población negra y mulata existente en el siglo XIX.

### Composición étnica promedio del genoma argentino (Seldinet al., 2006)
Un grupo de investigadores pertenecientes a diversas instituciones científicas de Argentina, Estados Unidos, Suecia y Guatemala, dirigidos por Michael F. Seldin de la Universidad de California concluyó que:
- La estructura genética promedio de la población argentina contiene un 78 % de contribución europea, un 19,4 % indígena y un 2,5 % africana (usando el algoritmo bayesiano) y un 80,2% de contribución europea, un 18,1% indígena y un 1,7% africana (usando el promedio ponderado).
- 4 individuos sobre 94 mostraron una contribución genética africana mayor del 10 %.
- En las 94 personas examinadas la contribución amerindia varía ampliamente desde 1,5 % al 84,5 %.

### Composición étnica promedio del genoma argentino (Oliveira, 2008)
La investigadora brasileña Neide María de Oliveira Godinho, de la Universidad de Brasilia realizó en 2008 una investigación genética sobre trece países de América Latina y el Caribe, donde consignó que el promedio del genoma argentino tiene la siguiente composición: 60,1 % europeo, 30,8 % amerindio, y 9,0 % africano. Según los datos del estudio, Argentina constituye el tercer país con mayor aporte europeo a nivel general por detrás de Brasil en primer lugar (65%) y Venezuela en el segundo (60,6%).

### La genética molecular en la identificación amerindia (Martínez Marignac)
La Dra. Verónica Martínez Marignac, genetista de la Universidad Nacional de La Plata, ha publicado una serie de artículos científicos referidos a los aportes de la genética molecular a la identificación amerindia. De entre ellos destacan su tesis doctoral «Derechos de las minorías aborígenes: aportes de la genética molecular a la identificación amerindia» (2001) y «The origin of amerindian Y-chromosome as inferred by the analysis of six polymorphism markers» (1997),
Characterization of ancestral and derived Y chromosome haplotypes of New World native populations (1998),
«Characterization of the Y-chromosome of a New World»,
«Estudio del ADN mitocondrial de una muestra de la ciudad de La Plata»,
«Variabilidad y antigüedad de linajes holándricos en poblaciones jujeñas»,
«Efecto del contacto interétnico en el acervo de Quebrada de Humahuaca y la Puna jujeña».
La Dra. Martínez Marignac sostiene en su tesis doctoral:

Algunas comunidades indígenas aisladas del Amazonas pueden llegar a tener hasta el 95 % de sus linajes de origen americano, mientras que otras comunidades como la tehuelche o mapuche de 40 a 90 %, siendo el resto correspondiente a linajes europeos o africanos (Bianchi et al, 1998). Asimismo, las poblaciones urbanas de La Plata muestran un 80 % del componente europeo en los estratos sociales más altos y un alto nivel de introgresión indígena (hasta un 70 %) en niveles socioeconómicos menos acomodados (Martínez Marignac et al, 1999). En consecuencia se da una paradoja que comunidades que se autodefinen como indígenas por sus costumbres tienen la misma cantidad de mezcla americana-europea-africana que poblaciones urbanas que figuran como no indígenas en censos. Esta particularidad es debida a la historia migratoria y de contactos interétnicos sucedidos en la Argentina.

### Genética y derechos de los indígenas (Bianchi-Martínez Marignac)
Los genetistas argentinos Néstor Oscar Bianchi y Verónica Lucrecia Martínez Marignac, responsables de muchas de las investigaciones genéticas que se realizan en Argentina relacionadas con la ascendencia indígena, publicaron un amplio artículo titulado «Aporte de la genética y antropología molecular a los derechos de los indígenas argentinos por la posesión de tierras», en el que explican detalladamente el estado de las investigaciones, sus alcances y la bibliografía internacional disponible.
Entre otras cosas, los Dres. Bianchi y Martínez Marignac dicen en su artículo:

El desarrollo vertiginoso en la caracterización de marcadores moleculares específicos del cromosoma Y y del ADNmt ha generado la posibilidad de reconocer linajes de origen geográfico o étnico específico de un individuo o población (Bailliet et al, 1994; Bianchi y Bailliet, 1997; Bravi et al, 1997; Dipierri et al, 1998; Morrell, 1998; Gibbons, 1998; Bailliet et al, 2000; Alves-Silva et al, 2000).

Los análisis de herencia uniparental en comunidades indígenas sudamericanas evidenció que cerca del 90 % de los Amerindios actuales derivan de un único linaje paterno fundador que colonizó América desde Asia a través de Beringia hace unos 22 000 años (Bianchi et al, 1997; 1998). Siendo estos resultados corroborados por otros grupos de investigación (Underhill et al, 1996; Lell et al, 1997; Karafet et al, 1998; Santos et al, 1999) concuerdan con la teoría "Out-of-Beringia" (‘provenientes de Beringia’ en inglés) propuesta por Bonatto y Salzano (1997).

Los sistemas de herencia uniparental en lo teórico se constituyen así en elementos de juicio en litigios donde sea necesario determinar el ancestro étnico de un grupo de individuos o el grado de relación de la comunidad en su conjunto a determinados grupos étnicos. Estos sistemas de herencia pueden instrumentarse en forma positiva para el reconocimiento de los derechos que reclaman los pueblos indígenas y sus comunidades.

Es importante destacar que el aporte de la genética molecular por sí solo no debe ser tomado como elemento de definición de la identidad amerindia. Sin embargo, en combinación con los parámetros históricos y socioculturales, serviría como elemento complementario para definir la identidad amerindia de una persona (Tamagno et al, 1991 y Altabe et al, 1995).

### Composición étnica promedio del genoma argentino y heterogeneidad genética en las diferentes regiones de Argentina (Avenaet al, 2012)
Es un estudio genético realizado por investigadores de varias nacionalidades, y publicado en la prestigiosa revista científica PloS One Genetics en 2012, exhibiendo varias conclusiones. La primera de ella es que la composición genética argentina vendría siendo en un 65 % europea, 31 % amerindia, y 4 % africana.
A su vez, establece que la ascendencia europea en la ciudad autónoma de Buenos Aires (no perteneciente a ninguna provincia, porque siendo autónoma tiene rango provincial) y sus inmediatos alrededores o primer cordón del conurbano es del 80 %, mientras que para el segundo cordón del conurbano es del 68 %. Todo esto cambia a medida que nos alejamos de la ciudad autónoma de Buenos Aires y de su área metropolitana inmediata. En el sur de la región pampeana, y con foco en una ciudad del interior de la provincia de Buenos Aires (en Bahía Blanca), se ve un significativo incremento del componente indígena-nativo, ya que su aporte de los linajes mitocondriales constituyó el 46,7 % y un leve descenso en el africano-subsahariano con el 1,5 %; contrastando con el área metropolitana de Buenos Aires, donde el aporte nativo es del 15,3 % y el africano del 3,8 %. 
No obstante, se observó una diferencia significativa al interior de los linajes mitocondriales nativos-originarios, puesto que C y D sumados representaron en Bahía Blanca un 74 % de los haplogrupos indígenas, mientras que en el área metropolitana de Buenos Aires fue de un 52 %. Para la muestra de la región patagónica (en el sur del país), compuesta por datos de la provincia de Chubut, baja a un 54 % para el aporte europeo al igual que para el noreste argentino, compuesta por las provincias de Misiones, Corrientes, Chaco y Formosa. Finalmente, en el noroeste, usando datos de la provincia de Salta, se determinó una ascendencia mayoritariamente amerindia, dando por resultado un porcentaje europeo de apenas 33 %.

### Composición étnica promedio del genoma argentino (Homburgueret al, 2015)
Otro estudio realizado por investigadores de varias nacionalidades, y publicad también en PloS One Genetics, en 2015, dio por resultado que la composición argentina estaba constituida por un 67,3% de aporte europeo, un 27,7% de aporte amerindio, un 3,6% de aporte africano, y un 1,4% de aporte asiático. El estudio muestra también cómo el 90% de la población argentina posee una composición genética notoriamente diferente a la de europeos nativos, evidenciándose por tanto un perfil propiamente latinoamericano de mestizaje o mixtura en el grueso poblacional argentino.

## Encuestas étnicas

### Latinobarómetro/Statista
| Etnias               | Porcentaje | Porcentaje | Porcentaje |
| Etnias               | 2011       | 2020/21    |            |
| -------------------- | ---------- | ---------- | ---------- |
| Blanco               | 60,6%      | 43,3%      |            |
| Mestizo              | 25,5%      | 18,4%      |            |
| Indígenas            | 1,5%       | 1,2%       |            |
| Negro                | 0,5%       | 0,3%       |            |
| Mulato               | 0,7%       | 0,7%       |            |
| Asiático             | 0,1%       | 0,2%       |            |
| Otras "razas":       | 3,1%       | 1,8%       |            |
| No sabe/No responde: | 8,0%       | 34,1%      |            |
| Total                | 100%       | 100%       |            |

### Pablo De Grande y Agustín Salvia
Los investigadores Pablo De Grande y Agustín Salvia realizaron en 2021 una investigación con base en datos de 2017, con el fin de medir "la desigualdad racialista en la Argentina". La muestra provino de la Encuesta de la Deuda Social Argentina (EDSA) del año 2017, donde se "involucró un total de 5 760 hogares en 960 puntos muestrales de 17 centros urbanos del país". Explican los autores que: 
"Este artículo presenta resultados de una medición de color de piel realizada en Argentina en 2017. Se combinaron indicadores atribuidos y autoperceptivos para dar cuenta de la cantidad de personas no asimilables al estereotipo por el cual históricamente se ha intentado describir a la población argentina como ‘blanca’ y descendiente de europeos. Se presentan resultados (n=5 729) que muestran que, lejos de tratarse de un país compuesto exclusivamente por personas de origen ‘europeoblanco’, 40% de la población urbana no se clasifica en ese grupo. Estos resultados permiten realizar una aproximación a la cantidad de personas
potencialmente objeto de prejuicios raciales, las cuales no se reconocen a sí mismas –ni fueron clasificadas– bajo la categoría fenotípica de ‘blanco’."
| Blanco           | 60,3% |
| Mestizo/Morocho  | 38,1% |
| Rasgos indígenas | 1,1%  |
| Negro o mulato   | 0,2%  |
| Oriental         | 0,1%  |
| Otros:           | 0,3%  |
| Total            | 100%  |

### Encuesta ECosociAL-2007 (Buenos Aires, Córdoba, Mendoza y Rosario)
En 2007 se realizó una encuesta llamada ECosociAL, bajo la dirección del investigador chileno Eduardo Valenzuela, para estimar y comparar distintas dimensiones de la cohesión social en siete países de América Latina. El estudio fue realizado por la Corporación de Estudios para Latinoamérica (CIEPLAN) de Chile, y el Instituto Fernando Henrique Cardoso (iFHC) de Brasil y financiado por la Comisión Europea, con la coordinación y el apoyo del PNUD.
En Argentina la encuesta fue realizada sobre 1400 personas, por la Universidad Católica de Buenos Aires, limitada a cuatro ubicaciones urbanas (Gran Buenos Aires, Gran Rosario, Gran Córdoba y Gran Mendoza), dejando afuera de la muestra las regiones del norte y sur del país, las ciudades medianas y pequeñas, así como la población rural. Entre los múltiple aspectos encuestados, la encuesta incluye en la página 57 un cuadro sobre autoidentificación étnica de las personas encuestadas en esos cuatro centros urbanos, que se reproduce a continuación.
| Etnias                        | Porcentaje |
| ----------------------------- | ---------- |
| Blanco                        | 63%        |
| Mezcla de todo                | 16%        |
| Mezcla de blanco con indígena | 9%         |
| Mezcla de blanco con negro    | 8%         |
| Indígena                      | 1%         |
| Negro                         | 1%         |
| Mezcla de negro con indígena  | 1%         |
| No sabe/No responde:          | 3%         |
| Total                         | 100%       |

## Apellidos
En 2022, la Dirección Nacional de Población -DNP, dependiente del Ministerio del Interior, realizó un informe denominado “Distribución geográfica de apellidos en Argentina”, sobre la distribución territorial de los apellidos de la población argentina.
El estudio reveló la existencia de 348.288 apellidos distintos, denotando una amplia diversidad. Los tres apellidos más frecuentes resultaron González, Rodríguez y Gómez; González, puntualmente, es el apellido de la mayoría de las personas que nacieron en Paraguay.
Las provincias de la Patagonia, junto a La Pampa, San Luis y la ciudad autónoma de Buenos Aires son las que mayores porcentajes exhiben de apellidos únicos o con menos de diez portadores, lo que puede reflejar la existencia de procesos migratorios más recientes o un mayor movimiento poblacional. De ellas, Tierra del Fuego es la que registra máximos valores en ambas categorías.

### Origen de los apellidos de los jefes de Estado
| Origen de los apellidos de los líderes, directores y presidentes de Argentina | Origen de los apellidos de los líderes, directores y presidentes de Argentina | Origen de los apellidos de los líderes, directores y presidentes de Argentina | Origen de los apellidos de los líderes, directores y presidentes de Argentina | Origen de los apellidos de los líderes, directores y presidentes de Argentina | Origen de los apellidos de los líderes, directores y presidentes de Argentina | Origen de los apellidos de los líderes, directores y presidentes de Argentina |
| #                                                                             | Jefe de Estado                                                                | 1.er apellido                                                                 | 2.º apellido                                                                  | 3.er apellido                                                                 | Lugar de nacimiento                                                           | Periodo presidencial                                                          |
| ----------------------------------------------------------------------------- | ----------------------------------------------------------------------------- | ----------------------------------------------------------------------------- | ----------------------------------------------------------------------------- | ----------------------------------------------------------------------------- | ----------------------------------------------------------------------------- | ----------------------------------------------------------------------------- |
| °                                                                             | Cornelio Saavedra y Rodríguez                                                 | Hispano ( Gallego)                                                            | Hispano                                                                       |                                                                               | Potosí (Intendencia de Potosí)                                                | 1810-1811                                                                     |
| °                                                                             | Domingo Matheu Chicola                                                        | Hispano ( Catalán)                                                            | Hispano ( Catalán)                                                            |                                                                               | Cataluña (Reino de España)                                                    | 1811                                                                          |
| °                                                                             | Gervasio A. de Posadas y Dávila                                               | Hispano                                                                       | Hispano ( Gallego)                                                            |                                                                               | Capital Federal (Intendencia de Buenos Aires)                                 | 1814-1815                                                                     |
| °                                                                             | Carlos María de Alvear y Balbastro                                            | Vasco                                                                         | Hispano ( Aragonés)                                                           |                                                                               | Río Grande del Sur (Misiones Guaraníes)                                       | 1815                                                                          |
| °                                                                             | José Rondeau Pereyra                                                          | Francés                                                                       | Hispano ( Gallego)                                                            |                                                                               | Capital Federal (Intendencia de Buenos Aires)                                 | 1815 1820                                                                     |
| °                                                                             | Ignacio Álvarez Thomas                                                        | Hispano                                                                       | Inglés                                                                        |                                                                               | Arequipa (Intendencia de Arequipa)                                            | 1815-1816                                                                     |
| °                                                                             | Antonio González Balcarce                                                     | Hispano                                                                       | Vasco                                                                         |                                                                               | Capital Federal (Intendencia de Buenos Aires)                                 | 1816                                                                          |
| °                                                                             | Juan Martín de Pueyrredón y O'Dogan                                           | Francés                                                                       | Irlandés                                                                      |                                                                               | Capital Federal (Intendencia de Buenos Aires)                                 | 1816-1819                                                                     |
| °                                                                             | Juan Pedro Aguirre y López de Anaya                                           | Vasco                                                                         | Hispano                                                                       |                                                                               | Capital Federal (Intendencia de Buenos Aires)                                 | 1820                                                                          |
| 1°                                                                            | Bernardino González y Rodríguez de Rivadavia                                  | Hispano                                                                       | Hispano                                                                       |                                                                               | Capital Federal (Intendencia de Buenos Aires)                                 | 1826-1827                                                                     |
| 2°                                                                            | Vicente López y Planes                                                        | Hispano                                                                       | Hispano                                                                       |                                                                               | Capital Federal (Intendencia de Buenos Aires)                                 | 1827                                                                          |
| 3°                                                                            | Justo José de Urquiza y García                                                | Vasco                                                                         | Hispano ( Gallego)                                                            |                                                                               | Entre Ríos (Intendencia de Buenos Aires)                                      | 1854-1860                                                                     |
| 4°                                                                            | Santiago Derqui Rodríguez                                                     | Vasco                                                                         | Hispano                                                                       |                                                                               | Córdoba (Intendencia de Córdoba)                                              | 1860-1861                                                                     |
| 5°                                                                            | Juan Esteban Pedernera                                                        | Hispano                                                                       |                                                                               |                                                                               | San Luis (Intendencia de Córdoba)                                             | 1861                                                                          |
| 6°                                                                            | Bartolomé Mitre Martínez                                                      | Hispano                                                                       | Hispano                                                                       |                                                                               | Capital Federal                                                               | 1862-1868                                                                     |
| 7°                                                                            | Domingo F. Sarmiento Albarracín                                               | Hispano                                                                       | Vasco                                                                         |                                                                               | San Juan (Intendencia de Córdoba)                                             | 1868-1874                                                                     |
| 8°                                                                            | Nicolás Avellaneda Silva                                                      | Vasco                                                                         | Hispano ( Gallego)                                                            |                                                                               | Tucumán                                                                       | 1874-1880                                                                     |
| 9°                                                                            | Julio Argentino Roca Paz                                                      | Hispano ( Catalán)                                                            | Hispano                                                                       |                                                                               | Tucumán                                                                       | 1880-1886 1898-1904                                                           |
| 10°                                                                           | Miguel Juárez Celman                                                          | Hispano                                                                       | Irlandés                                                                      |                                                                               | Córdoba                                                                       | 1886-1890                                                                     |
| 11°                                                                           | Carlos Pellegrini Bevans                                                      | Italiano                                                                      | Inglés                                                                        |                                                                               | Capital Federal                                                               | 1890-1892                                                                     |
| 12°                                                                           | Luis Sáenz Peña Dávila                                                        | Vasco                                                                         | Hispano                                                                       | Hispano ( Gallego)                                                            | Capital Federal                                                               | 1892-1895                                                                     |
| 13°                                                                           | José Evaristo Uriburu y Álvarez de Arenales                                   | Vasco                                                                         | Hispano                                                                       |                                                                               | Salta                                                                         | 1895-1898                                                                     |
| 14°                                                                           | Manuel Quintana y Sáenz de Gaona                                              | Vasco                                                                         | Vasco                                                                         |                                                                               | Capital Federal                                                               | 1904-1906                                                                     |
| 15°                                                                           | José Figueroa Alcorta                                                         | Hispano                                                                       | Vasco                                                                         |                                                                               | Córdoba                                                                       | 1906-1910                                                                     |
| 16°                                                                           | Roque Sáenz Peña Lahitte                                                      | Vasco                                                                         | Hispano                                                                       | Francés                                                                       | Capital Federal                                                               | 1910-1914                                                                     |
| 17°                                                                           | Victorino de la Plaza y Palacios                                              | Hispano                                                                       | Hispano                                                                       |                                                                               | Salta                                                                         | 1914-1916                                                                     |
| 18°                                                                           | Hipólito Yrigoyen Alem                                                        | Vasco                                                                         | Alemán                                                                        |                                                                               | Capital Federal                                                               | 1916-1922 1928-1930                                                           |
| 19°                                                                           | Marcelo T. de Alvear Pacheco                                                  | Vasco                                                                         | Hispano                                                                       |                                                                               | Capital Federal                                                               | 1922-1928                                                                     |
| 20°                                                                           | José Félix Uriburu                                                            | Vasco                                                                         |                                                                               |                                                                               | Salta                                                                         | 1930-1932                                                                     |
| 21°                                                                           | Agustín Pedro Justo Rolón                                                     | Hispano                                                                       | Hispano ( Gallego)                                                            |                                                                               | Entre Ríos                                                                    | 1932-1938                                                                     |
| 22°                                                                           | Roberto Marcelino Ortiz Lizardi                                               | Hispano                                                                       | Vasco                                                                         |                                                                               | Capital Federal                                                               | 1938-1942                                                                     |
| 23°                                                                           | Ramón S. Castillo Barrionuevo                                                 | Hispano                                                                       | Hispano                                                                       |                                                                               | Catamarca                                                                     | 1942-1943                                                                     |
| °                                                                             | Arturo Rawson Corbalán                                                        | Inglés                                                                        | Hispano ( Aragonés)                                                           |                                                                               | Santiago del Estero                                                           | 1943                                                                          |
| 24°                                                                           | Pedro Pablo Ramírez Menchaca                                                  | Hispano                                                                       | Vasco                                                                         |                                                                               | Entre Ríos                                                                    | 1943-1944                                                                     |
| 25°                                                                           | Edelmiro Julián Farrell Plaul                                                 | Irlandés                                                                      | Alemán                                                                        |                                                                               | Buenos Aires                                                                  | 1946-1952                                                                     |
| 26°                                                                           | Juan Domingo Perón                                                            | Italiano                                                                      |                                                                               |                                                                               | Buenos Aires                                                                  | 1946-1955 1973-1974                                                           |
| 27°                                                                           | Eduardo Lonardi Doucet                                                        | Italiano                                                                      | Francés                                                                       |                                                                               | Capital Federal                                                               | 1955                                                                          |
| 28°                                                                           | Pedro Eugenio Aramburu Silveti                                                | Vasco                                                                         | Vasco                                                                         |                                                                               | Córdoba                                                                       | 1955-1958                                                                     |
| 29°                                                                           | Arturo Frondizi Ércoli                                                        | Italiano                                                                      | Italiano                                                                      |                                                                               | Corrientes                                                                    | 1958-1962                                                                     |
| 30°                                                                           | José María Guido Cibeira                                                      | Italiano                                                                      | Italiano                                                                      |                                                                               | Capital Federal                                                               | 1962-1963                                                                     |
| 31°                                                                           | Arturo Umberto Illia Francesconi                                              | Italiano                                                                      | Italiano                                                                      |                                                                               | Buenos Aires                                                                  | 1963-1966                                                                     |
| 32°                                                                           | Juan Carlos Onganía Carballo                                                  | Italiano                                                                      | Hispano ( Gallego)                                                            |                                                                               | Buenos Aires                                                                  | 1966-1970                                                                     |
| 33°                                                                           | Roberto Marcelo Levingston Laborda                                            | Escocés                                                                       | Hispano ( Aragonés)                                                           |                                                                               | San Luis                                                                      | 1970-1971                                                                     |
| 34°                                                                           | Alejandro Agustín Lanusse Gelly                                               | Francés                                                                       | Francés                                                                       |                                                                               | Capital Federal                                                               | 1971-1973                                                                     |
| 35°                                                                           | Héctor José Cámpora Demaestre                                                 | Hispano                                                                       | Francés                                                                       |                                                                               | Buenos Aires                                                                  | 1973                                                                          |
| 36°                                                                           | Raúl Alberto Lastiri                                                          | Italiano                                                                      |                                                                               |                                                                               | Capital Federal                                                               | 1973                                                                          |
| 37°                                                                           | María Estela Martínez Cartas                                                  | Hispano                                                                       | Hispano                                                                       |                                                                               | La Rioja                                                                      | 1974-1976                                                                     |
| 38°                                                                           | Jorge Rafael Videla Redondo                                                   | Hispano                                                                       | Hispano                                                                       |                                                                               | Buenos Aires                                                                  | 1976-1981                                                                     |
| 39°                                                                           | Roberto Eduardo Viola Prevedini                                               | Italiano                                                                      | Italiano                                                                      |                                                                               | Capital Federal                                                               | 1981                                                                          |
| 40°                                                                           | Leopoldo Fortunato Galtieri Castelli                                          | Italiano                                                                      | Italiano                                                                      |                                                                               | Buenos Aires                                                                  | 1981-1982                                                                     |
| 41°                                                                           | Reynaldo Bignone Ramayón                                                      | Italiano                                                                      | Hispano                                                                       |                                                                               | Buenos Aires                                                                  | 1982-1983                                                                     |
| 42°                                                                           | Raúl Ricardo Alfonsín Foulkes                                                 | Hispano ( Gallego)                                                            | Galés                                                                         |                                                                               | Buenos Aires                                                                  | 1983-1989                                                                     |
| 43°                                                                           | Carlos Saúl Menem Akil                                                        | Árabe ( Sirio)                                                                | Árabe ( Sirio)                                                                |                                                                               | La Rioja                                                                      | 1989-1999                                                                     |
| 44°                                                                           | Fernando de la Rúa                                                            | Hispano                                                                       |                                                                               |                                                                               | Córdoba                                                                       | 1999-2021                                                                     |
| 45°                                                                           | Adolfo Rodríguez Saá                                                          | Hispano                                                                       | Hispano ( Gallego)                                                            |                                                                               | San Luis                                                                      | 2001                                                                          |
| 46°                                                                           | Eduardo Duhalde Maldonado                                                     | Vasco                                                                         | Hispano                                                                       |                                                                               | Buenos Aires                                                                  | 2002-2003                                                                     |
| 47°                                                                           | Néstor Kirchner Ostoić                                                        | Suizo                                                                         | Croata                                                                        |                                                                               | Santa Cruz                                                                    | 2003-2007                                                                     |
| 48°                                                                           | Cristina Fernández                                                            | Hispano                                                                       |                                                                               |                                                                               | Buenos Aires                                                                  | 2007-2015                                                                     |
| 49°                                                                           | Mauricio Macri                                                                | Italiano                                                                      |                                                                               |                                                                               | Buenos Aires                                                                  | 2015-2019                                                                     |
| 50°                                                                           | Alberto Fernández                                                             | Hispano                                                                       |                                                                               |                                                                               | Capital Federal                                                               | 2019-2023                                                                     |
| 51°                                                                           | Javier Gerardo Milei                                                          | Italiano                                                                      |                                                                               |                                                                               | Capital Federal                                                               | 2023-2027                                                                     |

## Discriminación étnica en Argentina
En Argentina existen conductas de discriminación por las características étnicas o el origen nacional de las personas y se han difundido términos y conductas para discriminar a ciertos grupos de población.
Las sucesivas emigraciones de Galicia a Argentina, Uruguay, Venezuela, Cuba, entre otros países, a finales del siglo XIX y principios del XX, hicieron que «gallego» (para el núcleo italiano-argentino mayoritario) fuera sinónimo de «español», y algunos sectores de la población tradicionalmente han utilizado el término «gallego» de forma despectiva como sinónimo de incultura, estereotipo recreado por la humorista Niní Marshall (1903-1996) con su personaje Cándida, amén de los extendidos y ofensivos «chistes de gallegos».
A las mujeres francesas y polacas se las ha identificado con la prostitución. Asimismo, los hombres italianos, referidos despectivamente en mucha ocasiones como "tano bruto", o "cocoliche", suelen ser estereotipados como malhablados y escandalosos. El presidente Mauricio Macri ha relatado como era discriminado en el colegio por sus compañeros de clase alta, por ser "hijo de un tano cocoliche".
El antisemitismo en Argentina ha tenido graves manifestaciones, como la orden secreta del canciller argentino en 1938 de impedir el ingreso de judíos a territorio nacional y los atentados terroristas contra instituciones judías en 1992 y 1994.

El atentado a la Amia fue uno de los hechos de antisemitismo político más importantes de los últimos tiempos, pero su contracara fueron los miles de manifestantes reclamando justicia, con carteles que decían «todos somos judíos».

Desde mediados del siglo XX se ha generalizado un tipo especial de discriminación contra personas a las que se les llama «cabecitas negras», «negros», «negritas», «gronchos», «grasas», etc., y que están relacionadas fundamentalmente con gente de clases bajas. En muchos casos, «se han racializado las relaciones sociales» y simplemente se utiliza el término «negro» para denominar a la persona de clase social baja, sin relación alguna con el color de su piel. En las relaciones laborales es de uso habitual entre las personas que poseen cargos de importancia en empresas en manejo de personal referirse a los trabajadores como «los negros». También en la vida política es habitual que ciertos grupos se refieran a los simpatizantes del peronismo como «negros», con un sentido despectivo.
También se han desarrollado términos y actitudes de tipo racista y despectivos, utilizados en frecuencia hacia mitad de la década del 2000 para dirigirse a inmigrantes de Bolivia, Paraguay y Perú. Los simpatizantes de algunos clubes de fútbol populares del país cantan en masa canciones destinadas a despreciar a los hinchas de sus clásicos rivales utilizando términos xenófobos o racistas.
En 1995, se creó en Argentina el Instituto Nacional contra la Discriminación (INADI) por Ley 24515 para combatir la discriminación y el racismo. El 21 de febrero de 2024 el presidente Javier Gerardo Milei mediante el Decreto 167/2024 dispuso su cierre.